# Sushi
Le sushi (すし, 寿司, 鮨, 鮓) est un plat traditionnel japonais, composé d'un riz vinaigré appelé shari (舎利) combiné avec un autre ingrédient appelé neta (寿司ネタ, sushi-neta) qui est habituellement du poisson cru ou des fruits de mer. Cette forme d'art culinaire est un des emblèmes de la cuisine japonaise dans le monde, alors que sa consommation n'est qu'occasionnelle au Japon. Les types de sushis les plus répandus sont les nigirizushi, constitués d'une boule de shari formée à la main recouverte d'une tranche de neta, les makizushi qui sont des rouleaux de nori renfermant du shari et d'autres ingrédients ou le chirashizushi composé de shari recouvert de divers accompagnements. Il ne faut pas confondre les sushis avec les sashimis, un plat japonais constitué de tranches de poisson cru.

## Étymologie, prononciation et orthographe

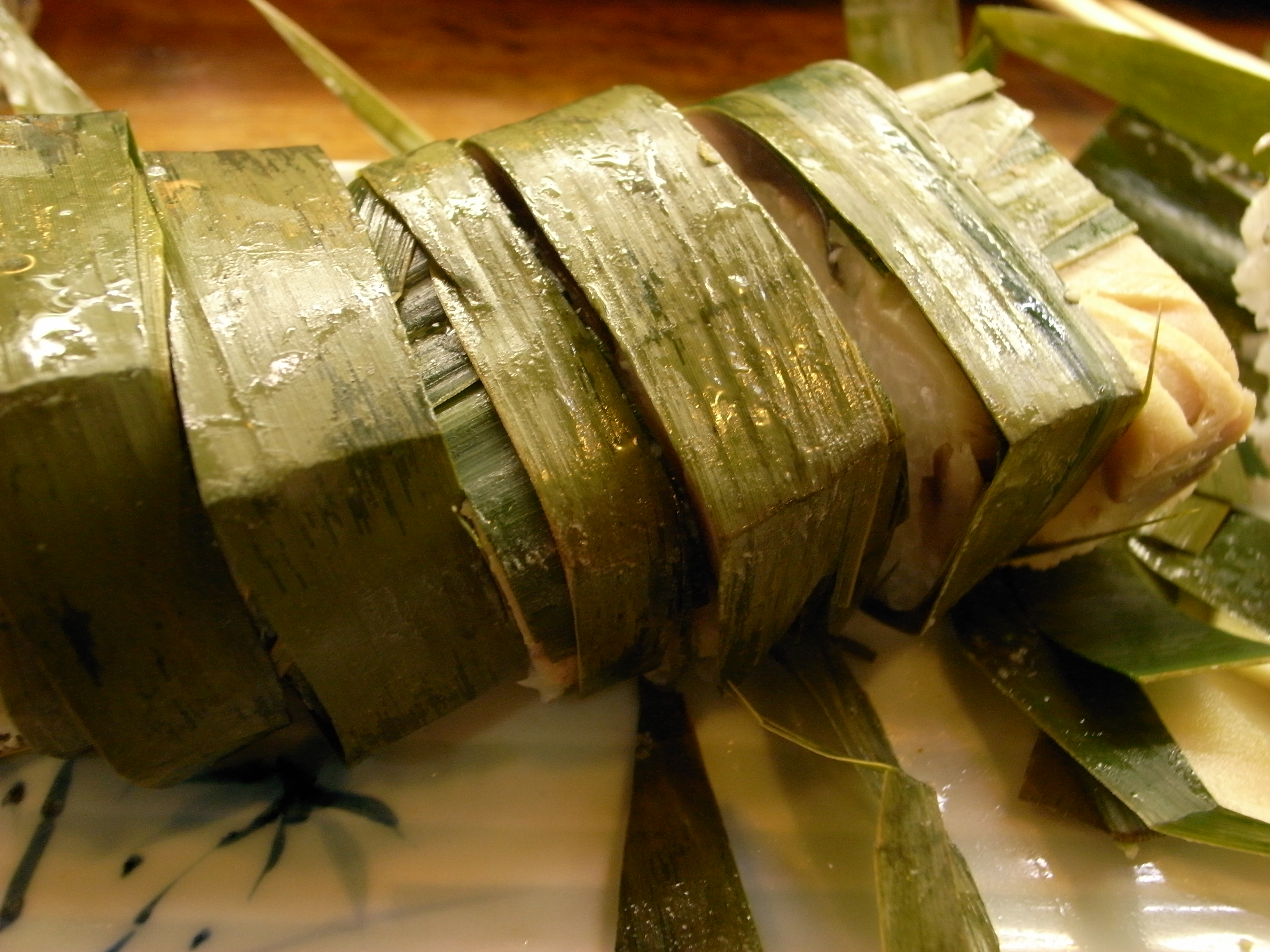
Nare-sushi, poisson salé (préfecture de Nara).

S'il se prononce toujours de la même manière, le substantif japonais sushi peut s'écrire de différentes façons. 寿司 (en kanji) est la plus courante, mais on trouve aussi 鮓 ainsi que 鮨 ou encore すし (en hiragana).
- 寿司 est dérivé de 酸し, qui combine ja (酸?, aigre) et し (suffixe dénotant un adjectif). L'orthographe actuelle daterait de la période Edo. 寿 peut être traduit par « félicitation » ou bien « longue vie ». Ces kanjis sont des ateji (caractères utilisés pour leur prononciation, non leur sens) ; leur signification respective est donc sans rapport avec le plat désigné par cette orthographe. Ainsi, en chinois, le caractère shou (寿) signifie longévité et le caractère si (司), contrôler, diriger.

- 鮨 provient d'un ancien plat chinois cité dans le plus ancien dictionnaire chinois, le Er ya (尔雅), écrit entre les IVe et IIIe siècle av. J.-C.. Mais comme ce plat désignait du poisson salé et fermenté, le kanji 鮨 ne désignait donc pas, à cette époque, l'association de riz et de poisson que constitue le sushi de nos jours.

- 鮓 apparait au IIe siècle de notre ère dans un autre dictionnaire chinois de la dynastie Han. Il y désigne du poisson conservé dans du sel et du riz fermenté d’une manière similaire à la conservation utilisée dans le narezushi, un ancêtre du sushi actuel. Avant la consommation du poisson, le riz fermenté du narezushi était jeté. Au IIIe siècle, les deux orthographes sont synonymes en chinois. Ces plats disparaissent de la cuisine chinoise pendant la dynastie Ming.

Dans les mots composés, comme makizushi ou chirashizushi, sushi devient zushi, selon la règle phonologique de formation des mots composés du japonais (transformation de la consonne sourde initiale du deuxième composant en consonne sonore) appelée rendaku ; les orthographes erronées sont cependant répandues[réf. nécessaire], probablement pour que le consommateur fasse le lien avec le terme plus familier « sushi »[réf. nécessaire].

## Types de sushis

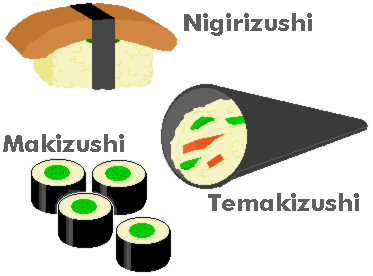
Les types de sushis.

Le terme de « sushi » se comprend souvent en Occident comme les sushis inventés à l'époque d'Edo (江戸前寿司, edomaezushi), aussi appelé nigirizushi, et qui peut être vu comme la combinaison d'un sashimi et d'une boule de riz vinaigré (shari). Néanmoins, le terme « sushi japonais » regroupe un ensemble de types de sushis différents, connaissant beaucoup de déclinaisons locales autour de l'association entre riz vinaigré et source de protéine, à la fois dans la forme utilisée et dans les ingrédients utilisés ; il existe des centaines de variétés différentes de sushis au Japon.
Certaines formes de sushis sont plus ou moins tombées en désuétude. Le primitif narezushi était constitué d'un poisson éviscéré enrobé dans du riz fermenté préservant le poisson de la pourriture et pouvait être stocké pendant des mois,. Au moment de le manger, le riz fermenté était jeté et seul le poisson était consommé. On peut encore en déguster dans la région de Nara. Le funazushi est une variante encore consommable dans la préfecture de Shiga où le poisson est gardé entier, saumuré puis conservé dans le riz. Le namanare ou le namanari (生成, なまなれ, なまなり) était, pendant la période Muromachi le type le plus populaire de sushis. Le namanare était du poisson cru enveloppé dans du riz, consommé frais avec le riz avant que son goût ne s'altère.
Les principales formes de sushi consommés mondialement, les nigirizushi (握り寿司), makizushi (巻き寿司), chirashizushi (ちらし寿司), temakizushi (手巻き寿司) ont pris leurs formes définitives lors de la période Edo ou après celle-ci, et sont donc relativement modernes. Comme beaucoup de pratiques culinaires japonaises, elles se sont répandues après le séisme de 1923 de Kantō, les chefs préparant les nigirizushi ayant quitté Edo s'étaient dispersés partout au Japon.

Quelques compositions de sushis
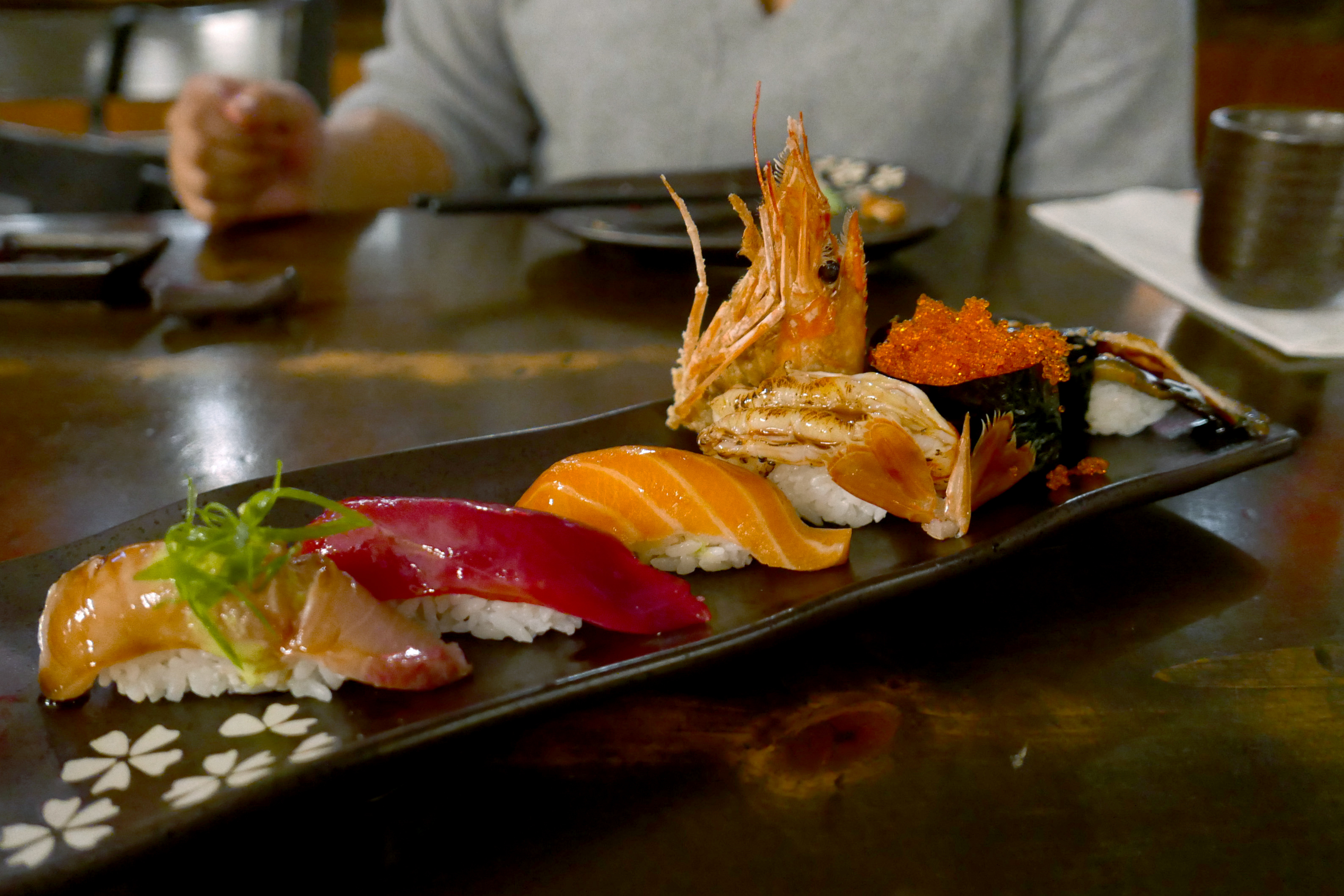
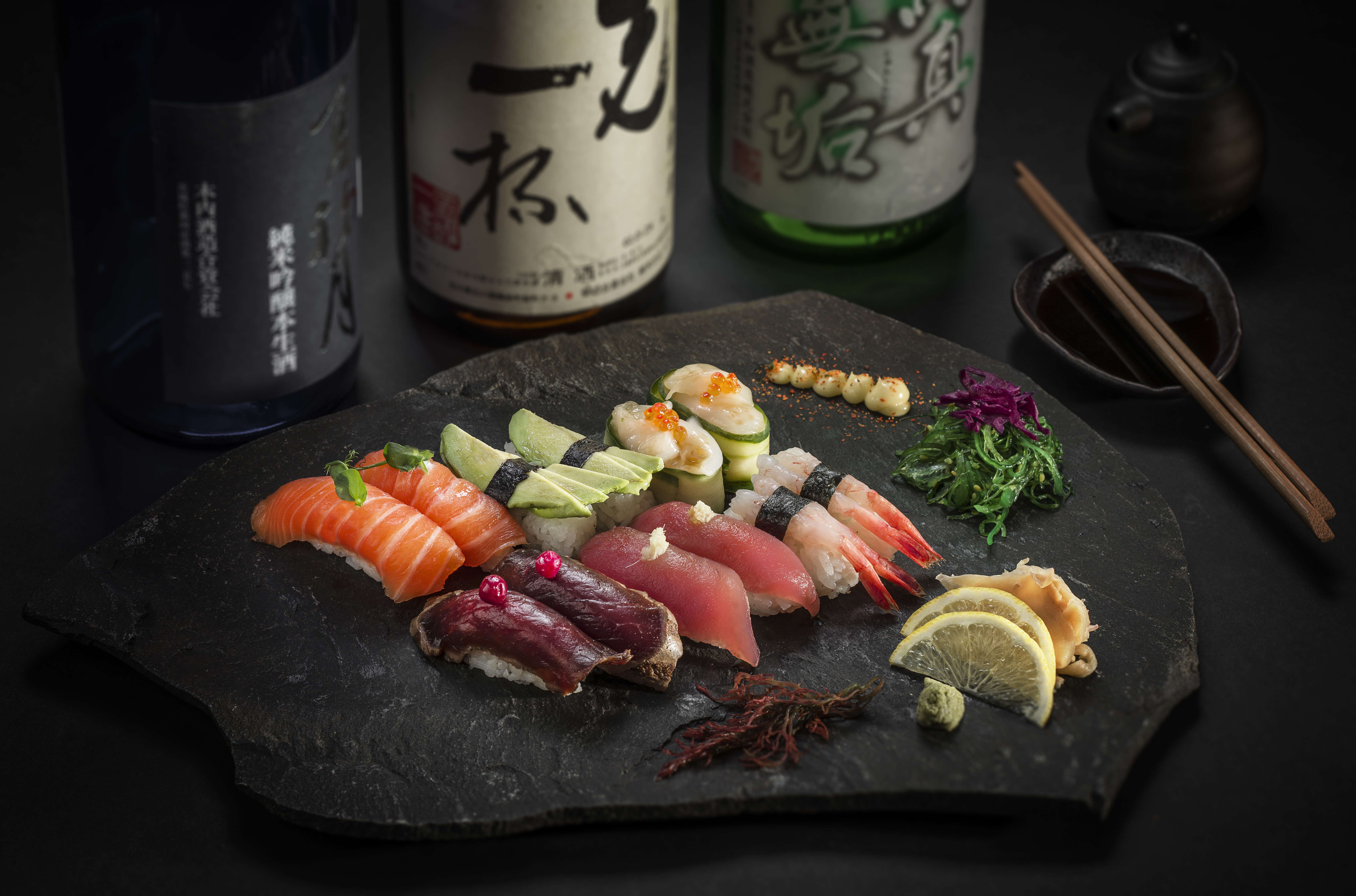
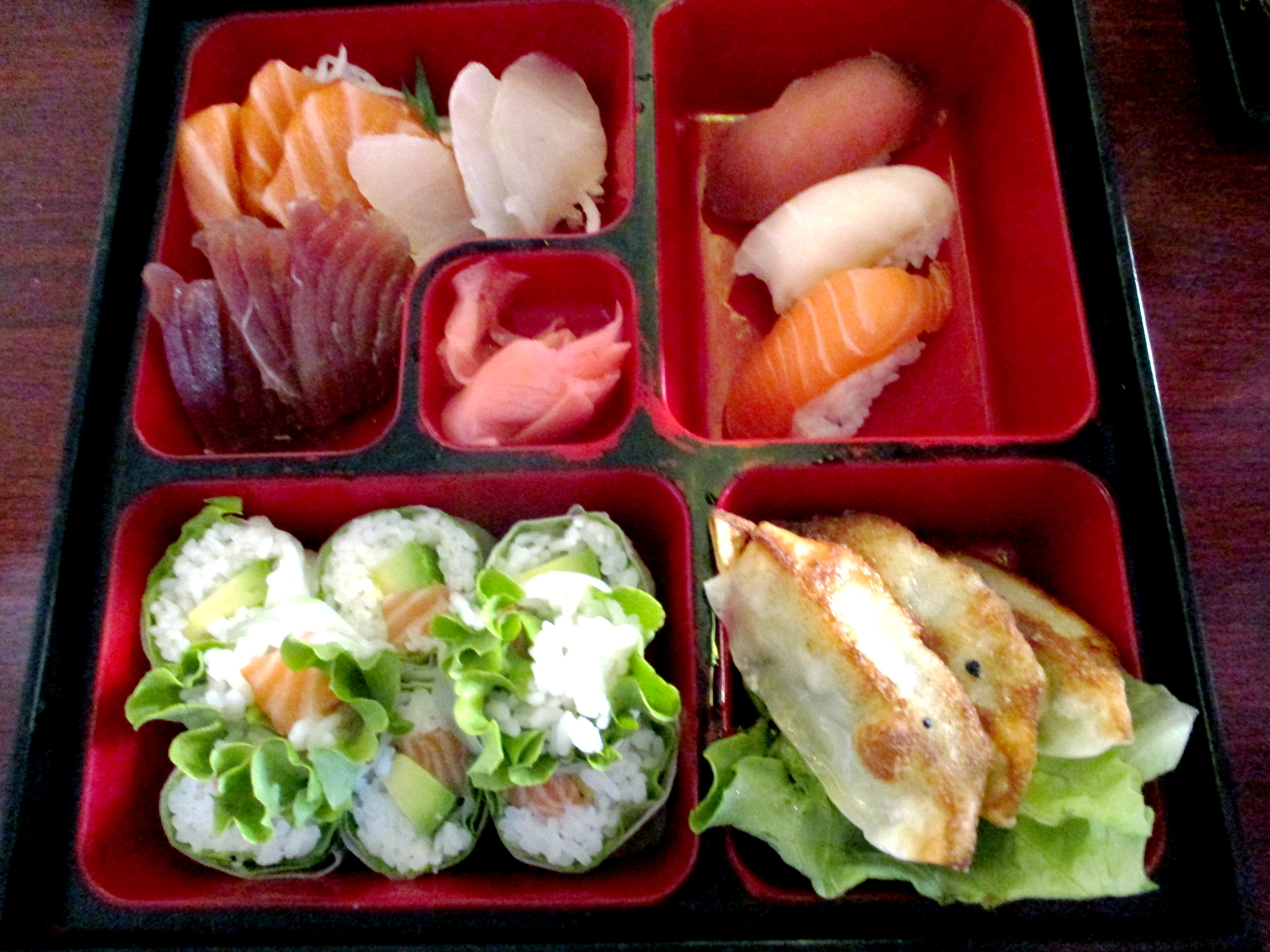
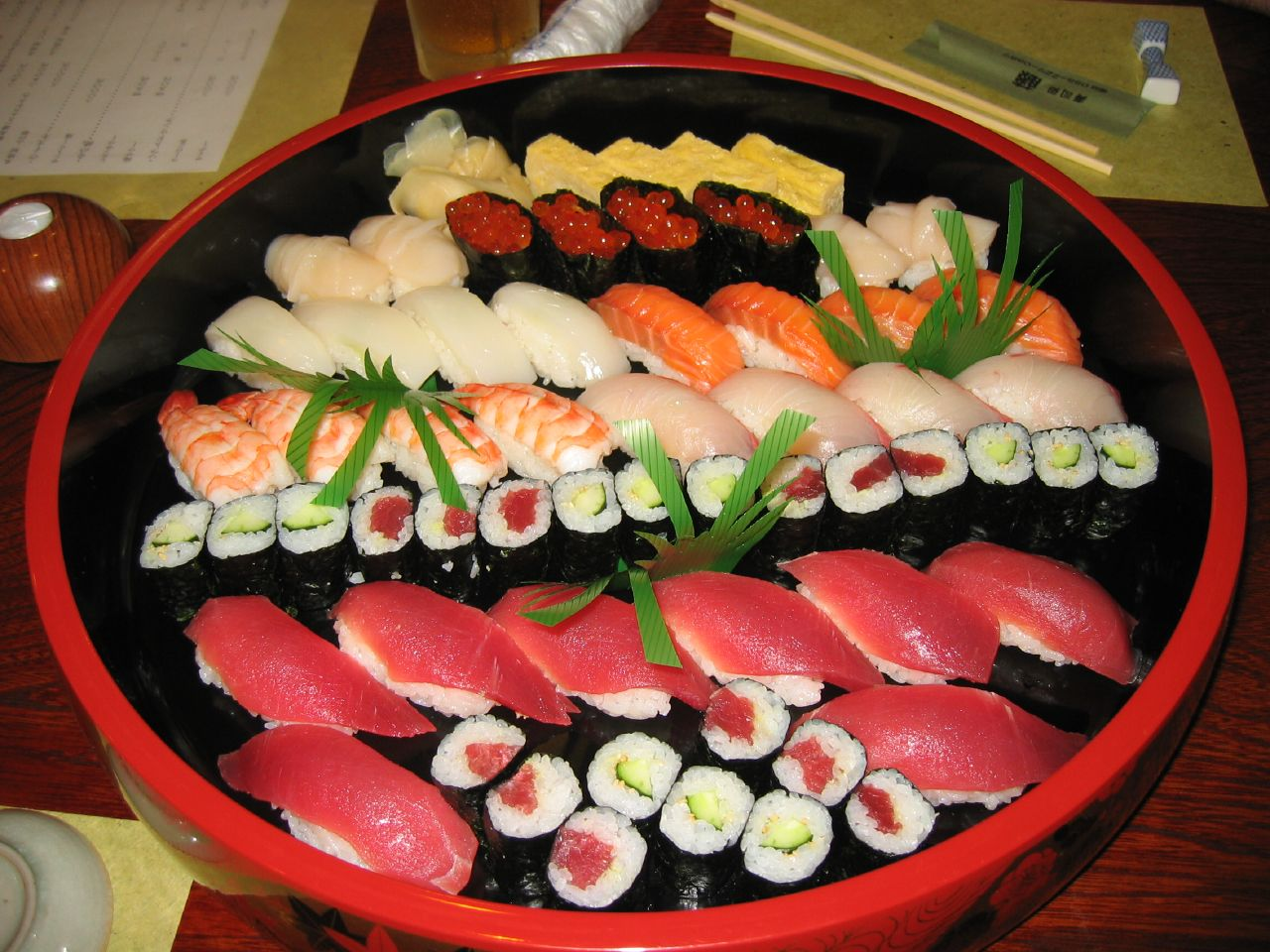
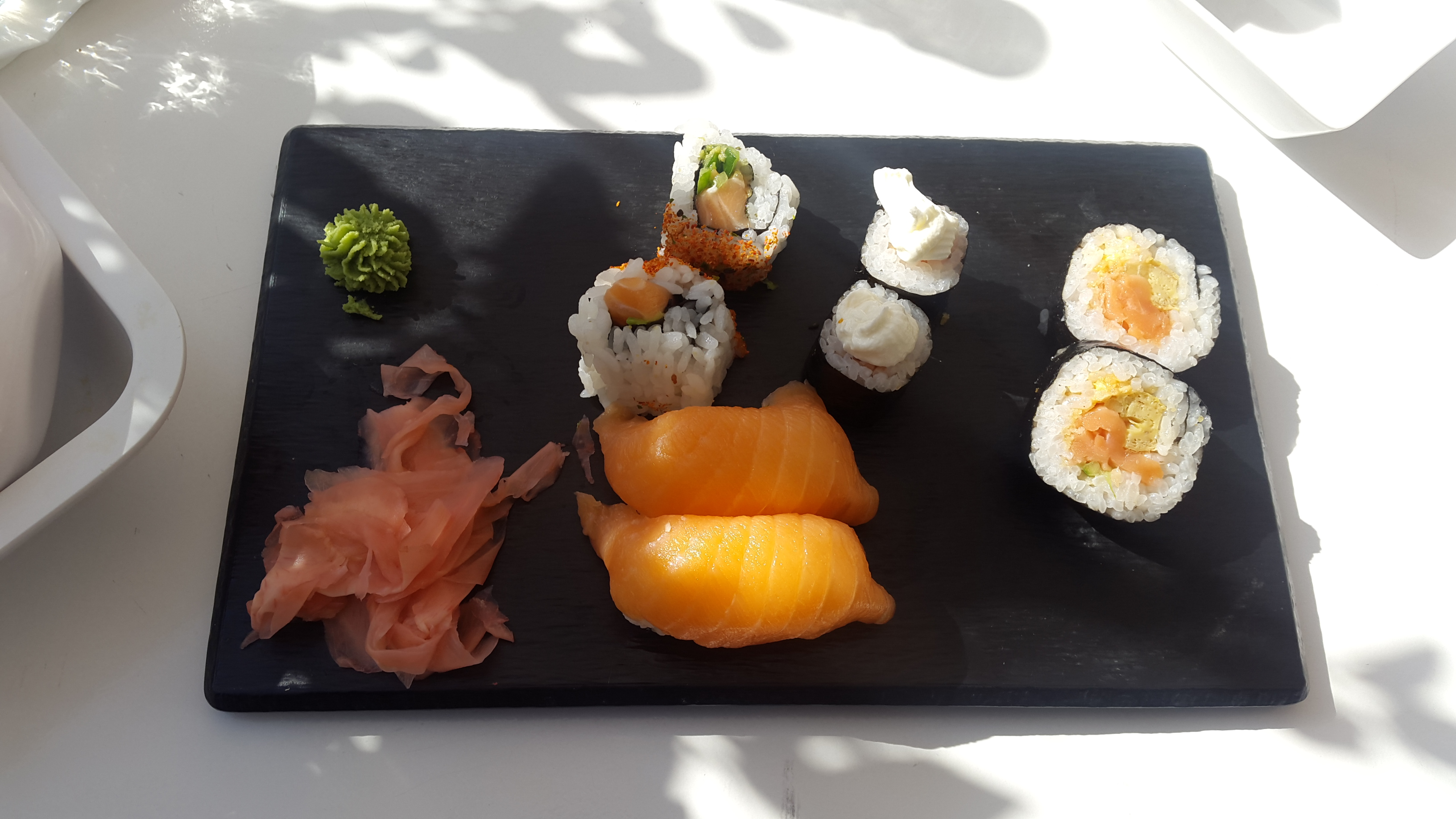
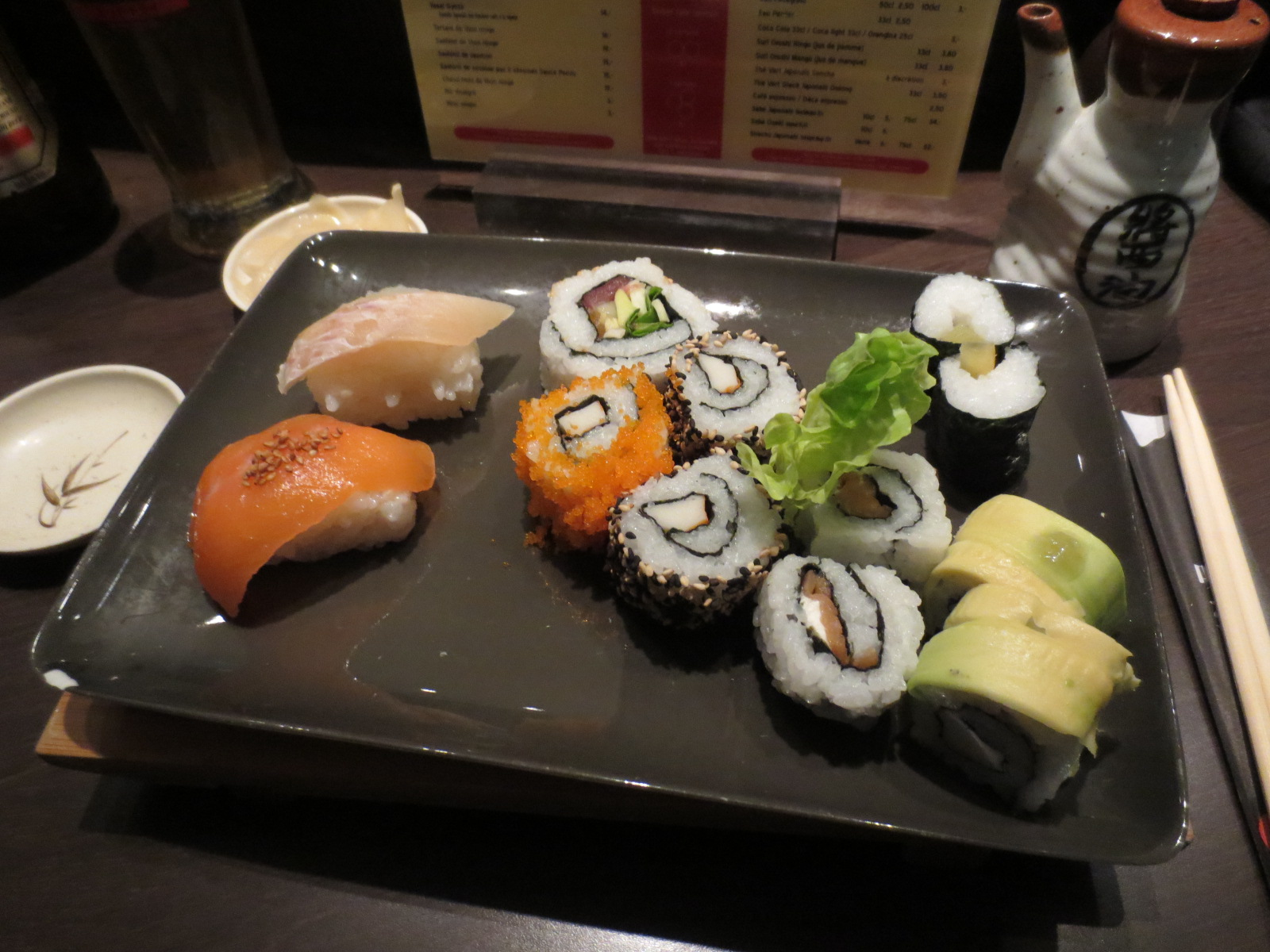
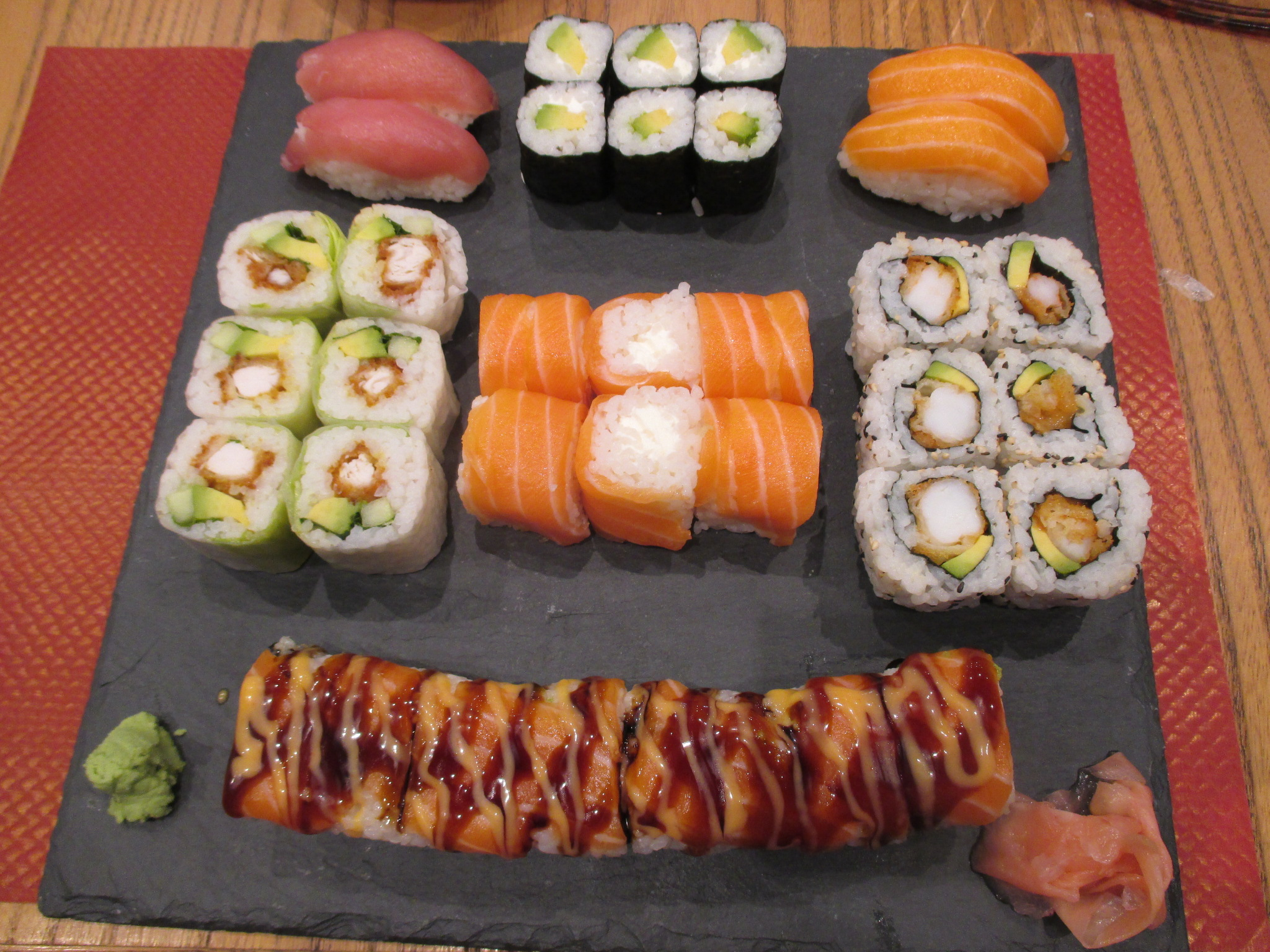
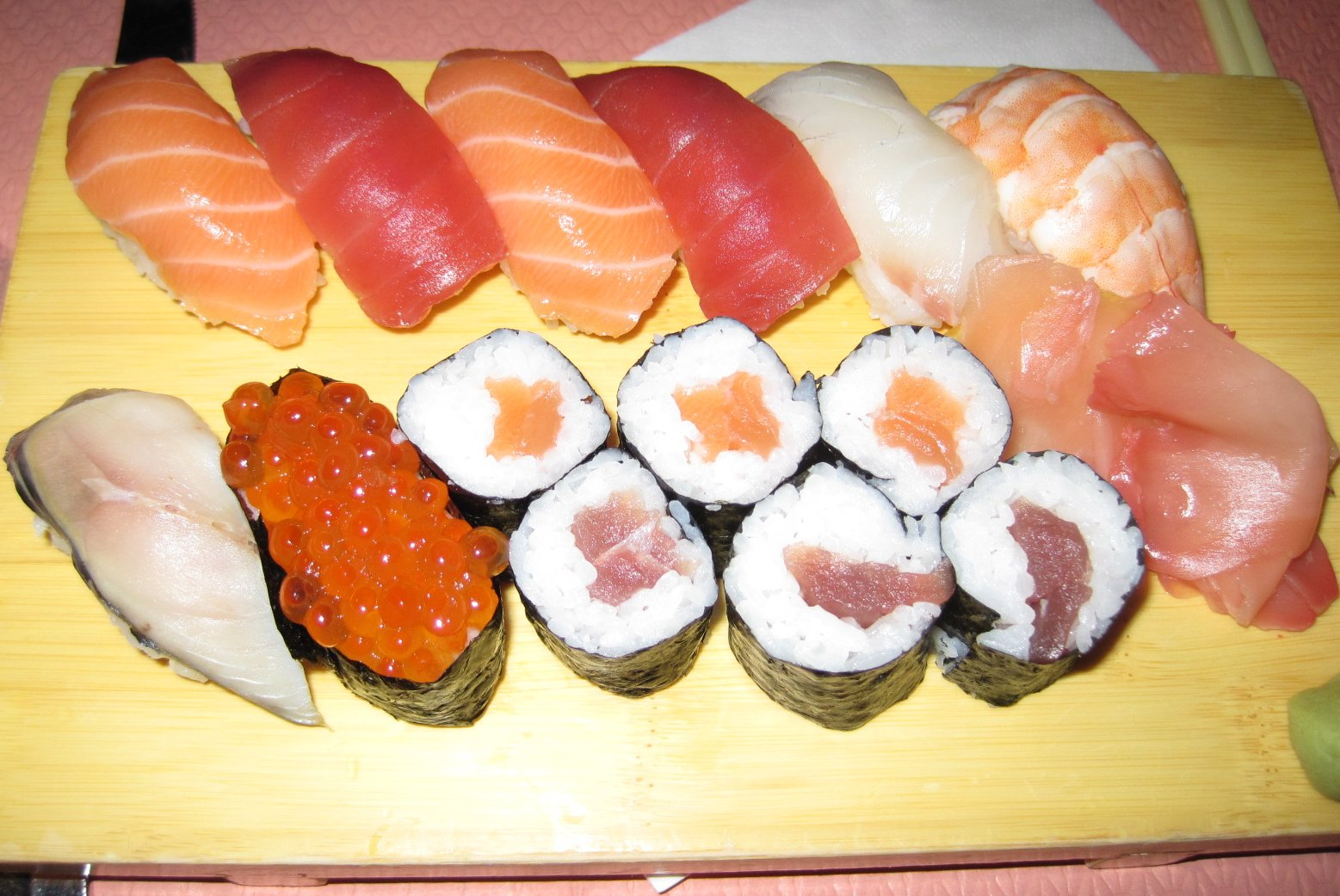
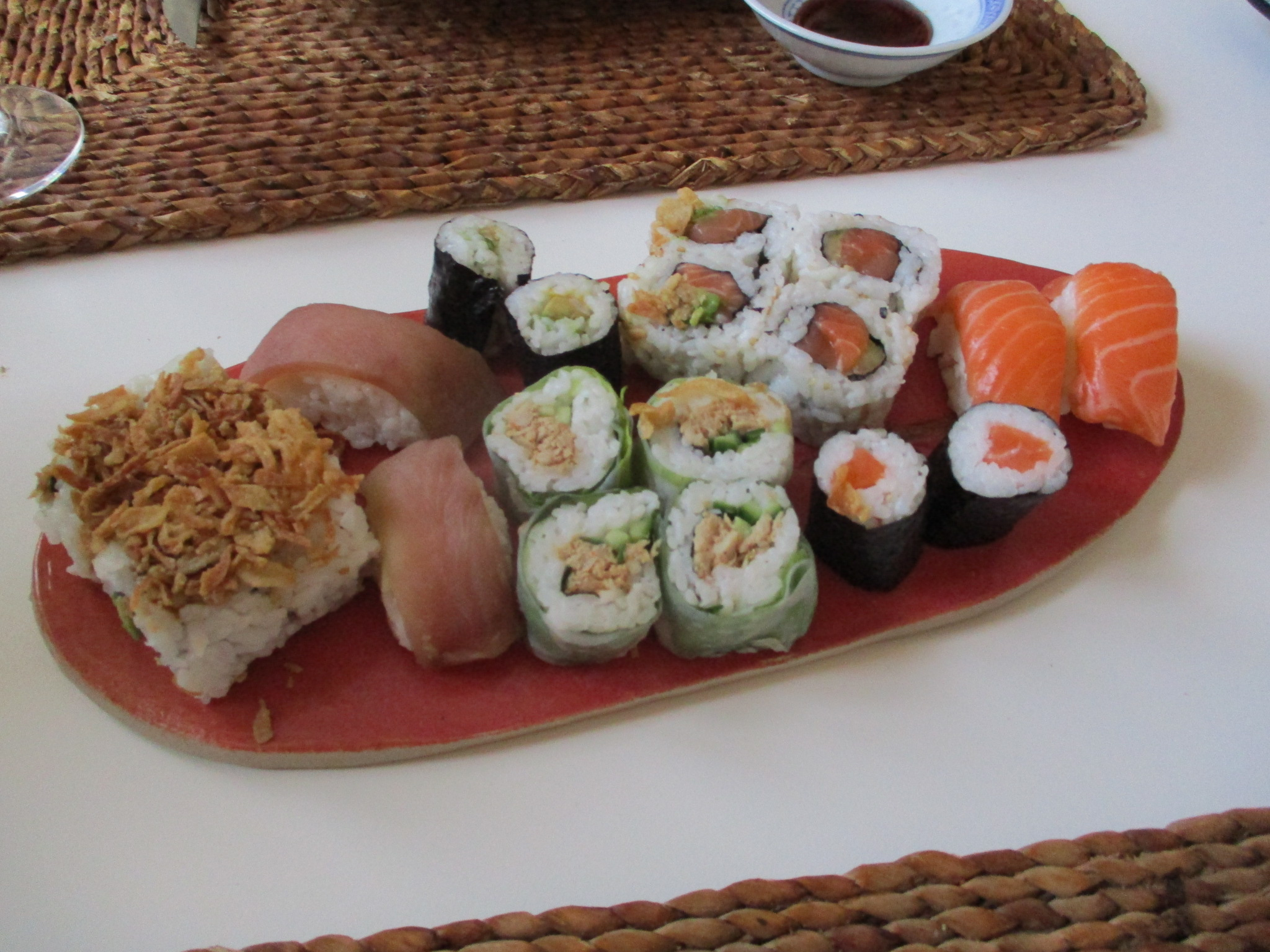
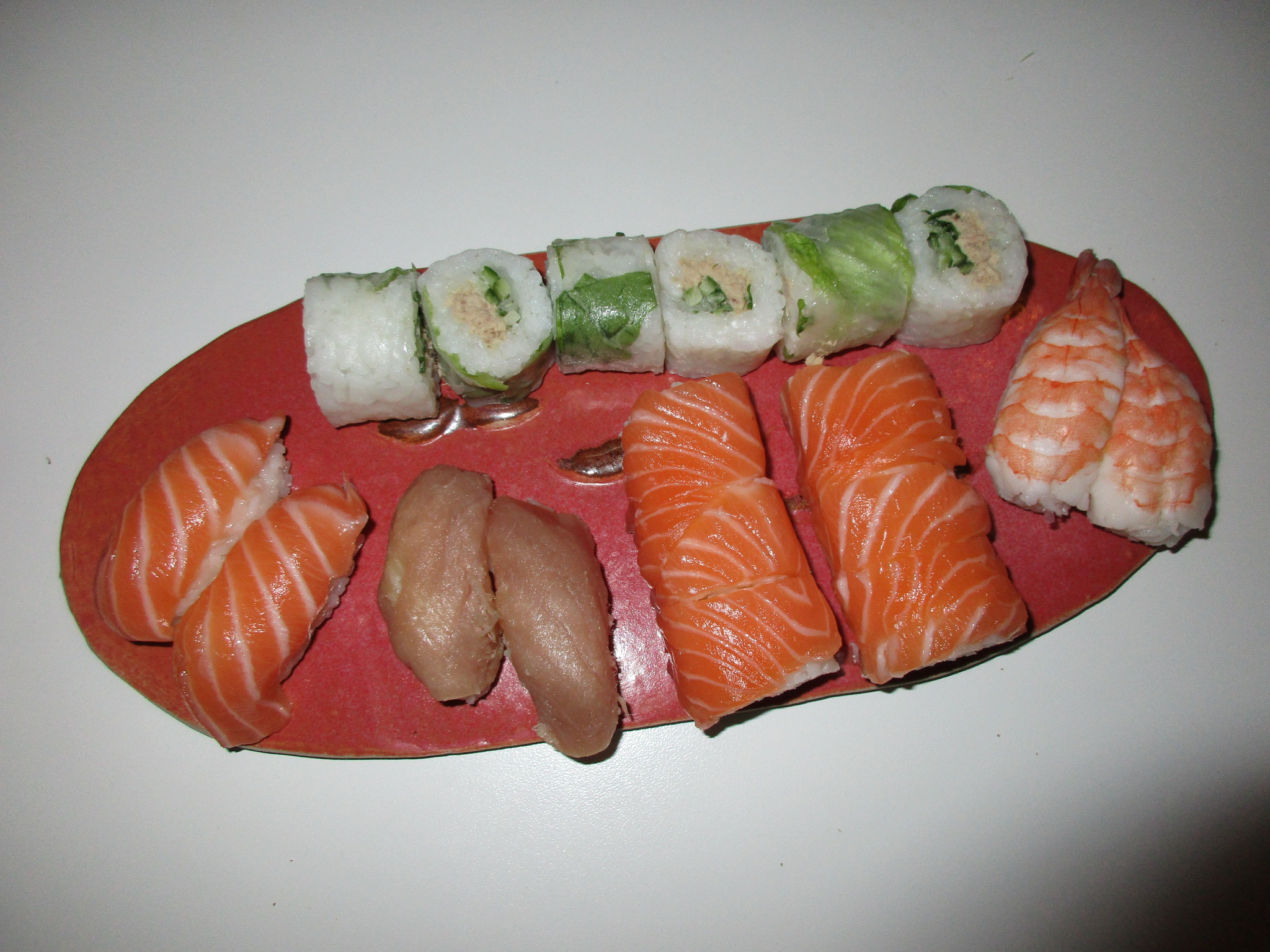

### Nigirizushi

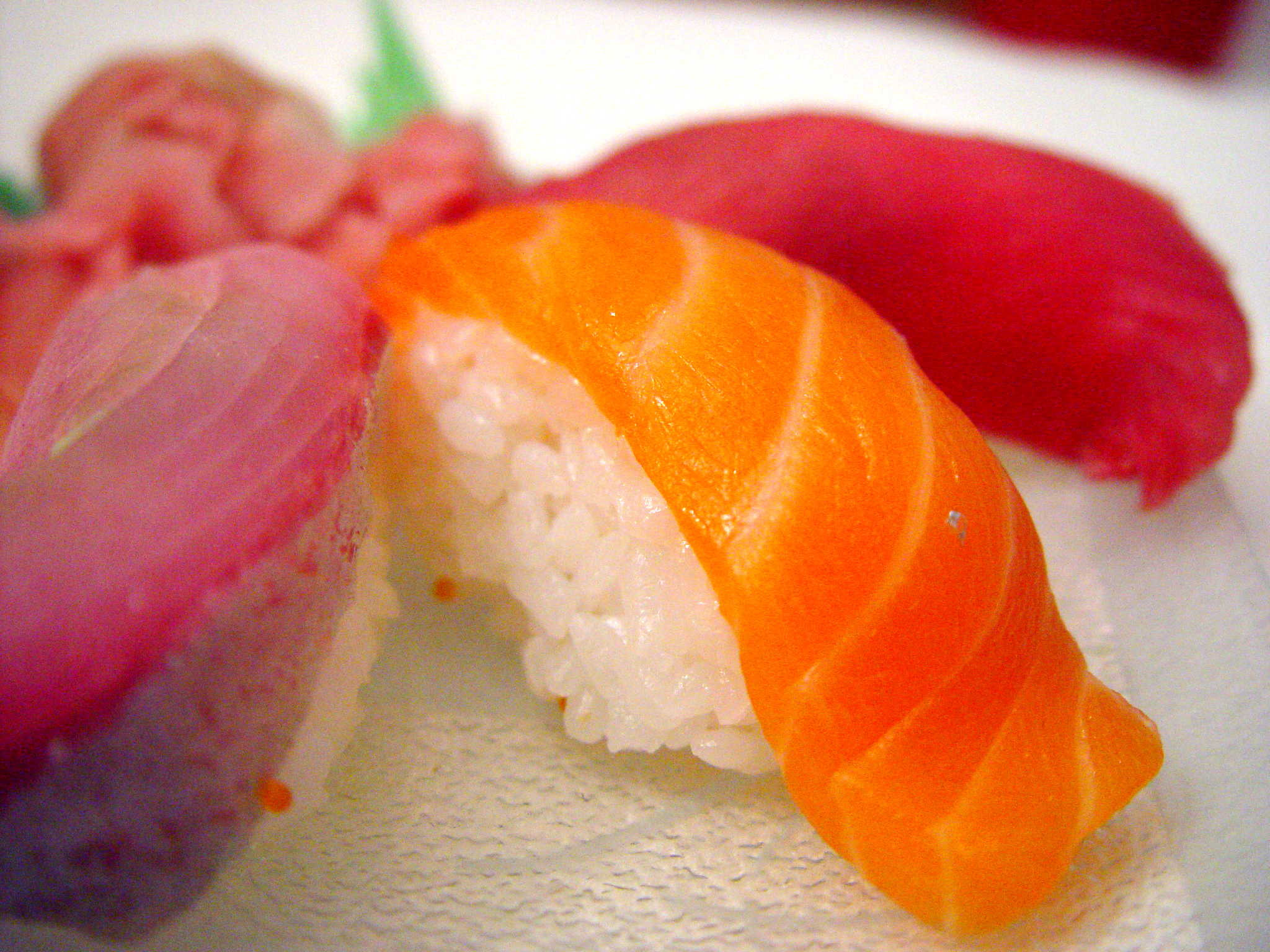
Nigirizushi.

Le nigirizushi (握り寿司, littéralement « sushi tenu »), appelé simplement sushi en France) consiste en une boule de riz vinaigré (shari) sur laquelle est posé un neta : une tranche de poisson cru ou cuit, des crevettes, des oursins, du crabe, de l'omelette, des légumes ou bien d'autres choses encore. Un peu de wasabi est aussi ajouté.
Parmi les poissons et fruits de mer les plus répandus, on peut citer le thon, le saumon, la crevette, la dorade. Les nigirizushi ont été inventés par Hanaya Yohei (1799-1858) à la fin de cette période à Edo. C'est une forme de fast food, vendue à l'origine dans des stands de cuisine de rue appelés yatai, puisque le poisson n'était pas fermenté et qu'il était facile de manger des sushis avec une seule main.
Le gunkanmaki (軍艦巻, littéralement « rouleau “vaisseau de guerre” ») est un type particulier de nigirizushi proche du maki (巻, rouleau). Il consiste en une simple boule de riz enveloppée dans une bande d'algue nori d'environ 4 centimètres, sur laquelle seront déposés des aliments au choix, le plus connu en Occident étant celui orné d'œufs de poissons : tobiko (poisson volant) ; masago (capelan) ou ikura (saumon). Le gunkanmaki a été inventé au restaurant Ginza Kyubey en 1941,.
Le temarizushi (手まり寿司, littéralement « sushi temari ») est un sushi de forme sphérique. Temari (手まり, littéralement « balle de main »), au même sens que handball) étant une balle japonaise traditionnellement destinée aux enfants. Bien que peu connu en Occident, sa préparation est plus aisée, il est donc largement plus courant dans les repas de famille japonais « faits à la maison ».

### Makizushi

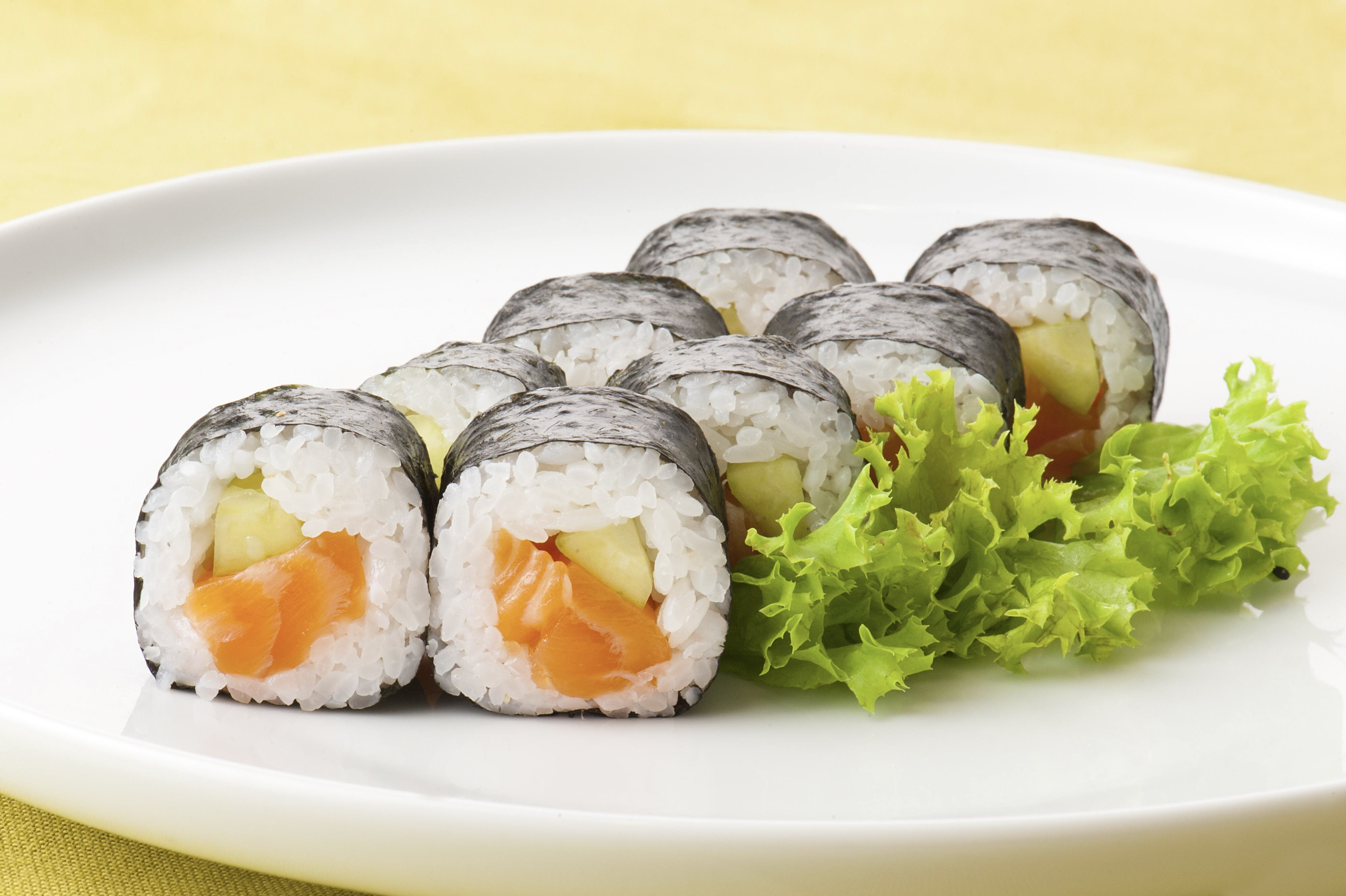
Sushis maki (rouleaux).

Le makizushi (巻き寿司) est obtenu en prenant une feuille d'algue séchée (nori) en étalant dessus une couche de riz et sur le tout du poisson et des légumes. Il suffit alors de rouler l'ensemble (à l'aide d'un makisu (巻き簾), un tapis de tiges de bambou reliées par une ficelle de coton) et de coller la feuille d'algue en l'humidifiant. Le rouleau est ensuite découpé en tranches. Suivant la taille, il existe plusieurs diamètres pour désigner ces rouleaux :
- le modèle de petit diamètre s'appelle hoso-maki zushi (2,1 cm) ;
- les variantes de plus gros diamètres sont dénommées naka-maki zushi (3 cm) ;
- les futo-maki zushi ont un diamètre de (4 cm).

Le ura-maki zushi est un modèle californien avec une couche de riz par-dessus la feuille de nori.
Parmi les variétés les plus communes, on peut citer les kappa maki (かっぱ巻) ou (河童巻) au concombre, les oshinko maki (お新香巻) au daikon (radis saumuré) ou encore les california rolls, variante occidentale.

### Autres variétés
Certaines variétés de sushis moins connues sont assez facilement trouvables dans les restaurants et commerces. Parmi celles-ci, on peut citer :
- le temakizushi (手巻き寿司?, littéralement « sushi roulé à la main ») est un cône formé d'une feuille d'algue séchée remplie de riz et d'autres ingrédients (poissons, légumes, etc.). On mange des temakizushi à la main. Leur facilité de préparation en ont fait une variété populaire que l'on prépare souvent à la maison ;
- le chirashizushi est un ensemble de garnitures (neta) servi sur une couche de riz vinaigré (shari). Copieux, il peut être consommé comme plat complet et se rapproche de la notion de donburi japonais (un bol de riz sur lequel sont disposées diverses garnitures et constituant un plat complet). Les ingrédients utilisés dépendent souvent de la région où il est produit ; il est traditionnel d'en servir lors de hina matsuri (雛祭り?, littéralement « fête des poupées ») une fête qui a lieu au Japon le 3 mars, jour consacré aux petites filles ;
- l'inarizushi (稲荷寿司?) est une poche de aburaage (du tofu frit) qui est rempli de riz vinaigré. Son nom provient du dieu shinto Inari, qui est censé avoir un faible pour le tofu frit. Si la poche est la plupart du temps faite de tofu, il existe des variations régionales à base d'omelette fine fukusa-zushi (帛紗寿司?), ou chakin-zushi (茶巾寿司?). Il ne doit pas être confondu avec le inari maki, qui est un maki fourré au tofu frit.

Le oshizushi (littéralement « sushi » pressé dans un moule puis coupé en carrés) est généralement constitué de deux couches de riz entre lesquelles on dispose les ingrédients (poissons, légumes, nori, etc.) et est surmonté d'un autre ingrédient. Le tout est pressé dans un moule rectangulaire dont le dessus et le dessous sont démontables. On mange des oshizushi à la main. C'est la plus ancienne forme de sushis encore dégustable dans de nombreuses régions au Japon. Facile à assembler, il connait de nombreuses déclinaisons locales, mais se trouve difficilement hors du Japon. Le battera (バッテラ) ou saba zushi (鯖寿司) au maquereau, est sa déclinaison la plus populaire.

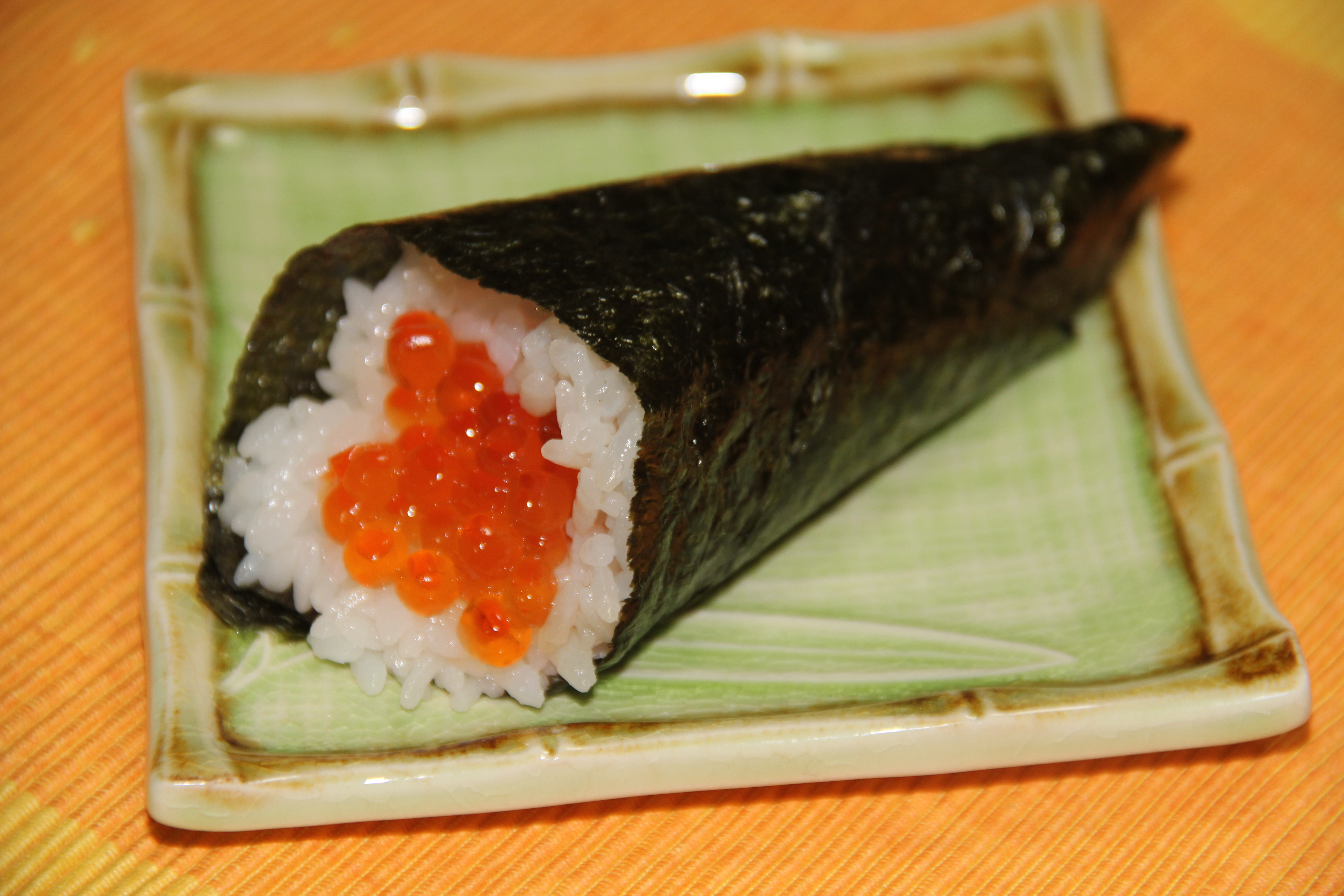
Temakizushi.
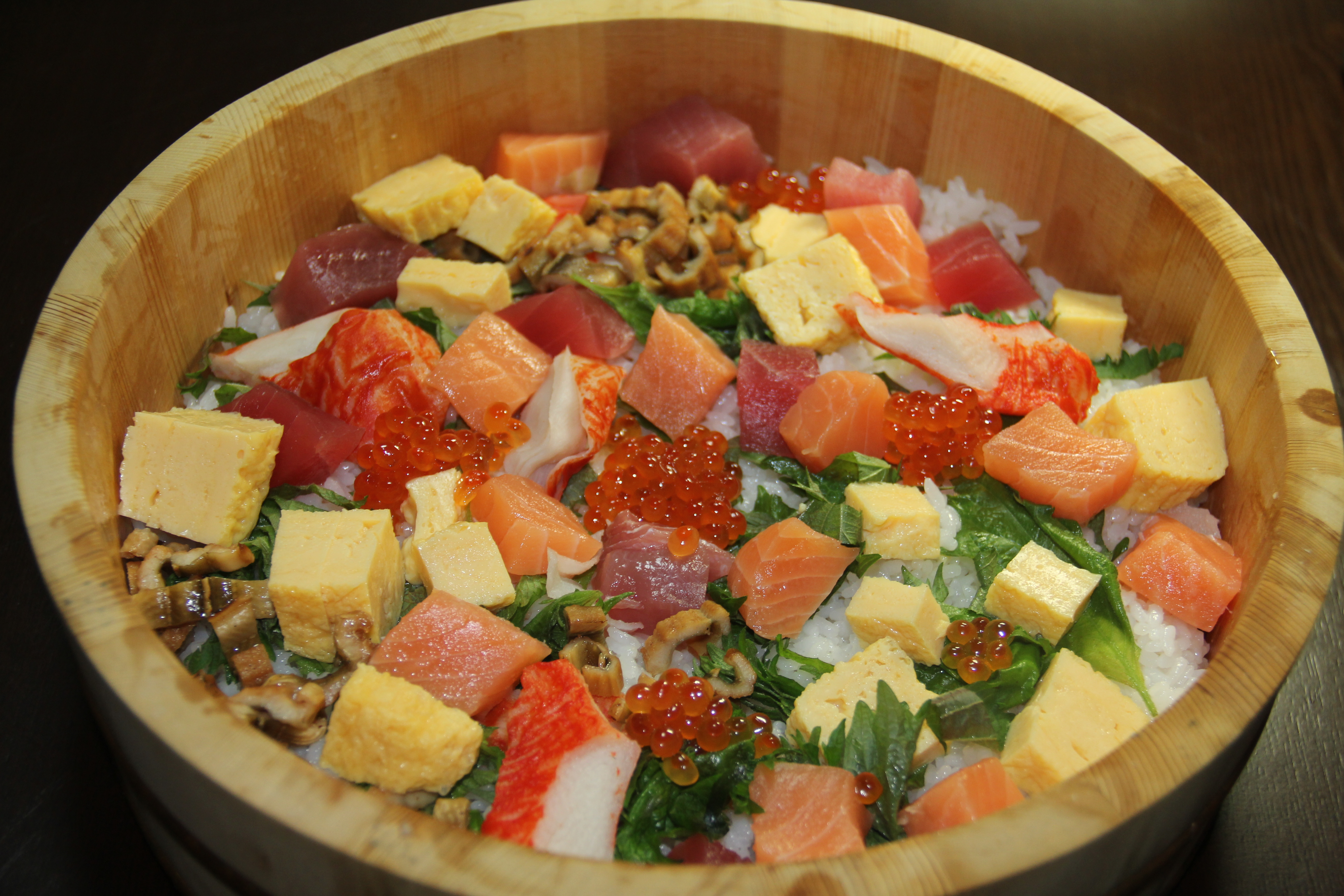
Chirashizushi.
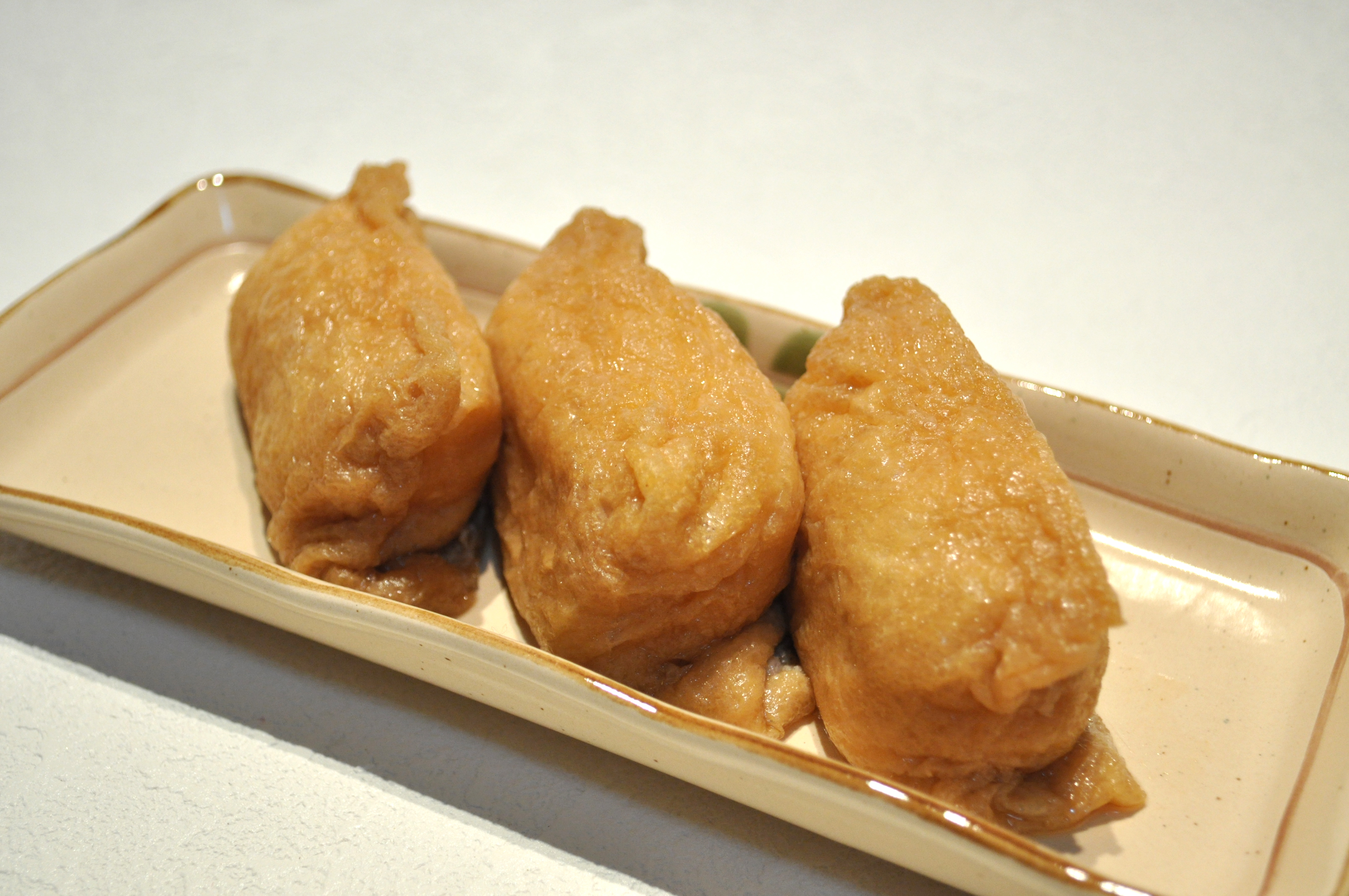
Inarizushi.
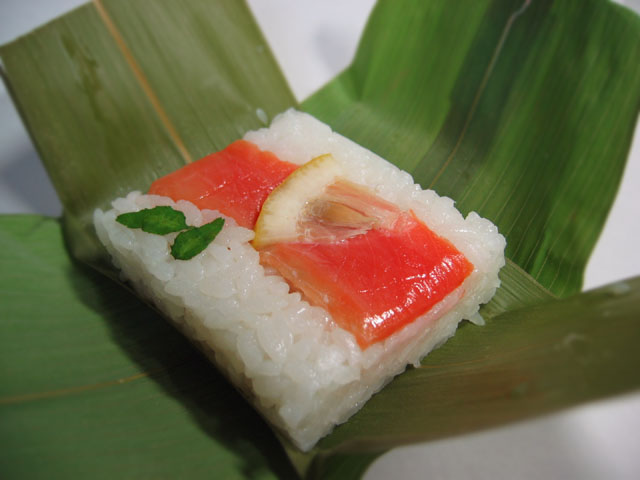
Sasazushi, un type d'oshizushi.
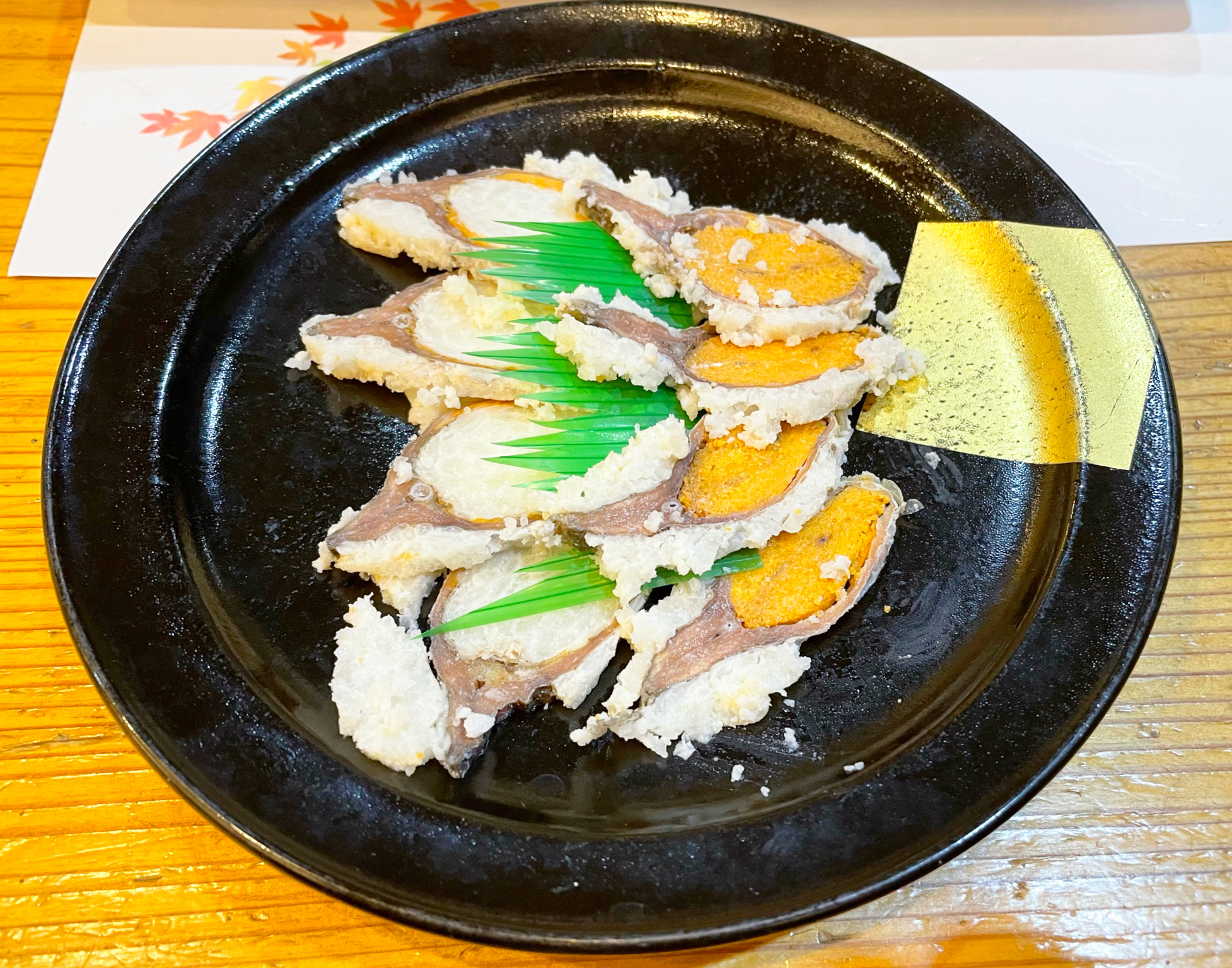
Funa-zushi (préfecture de Shiga).

Les sushis sont déclinés de nombreuses manières au Japon ; la plupart de ces sortes de sushis sont des spécialités des localités dont ils sont originaires et il est donc difficile de s'en procurer ailleurs. On peut citer par exemple le tekone-zushi de la préfecture de Mie à base de poisson mariné, l'Osaka zushi (sushi de forme carrée, appelé hako zushi, « sushi boîte ») d'Osaka, le funa zushi, un style de sushi ancien de la préfecture de Shiga, le sake-zushi un type de sushi dont le riz est aromatisé au saké plutôt qu'au riz vinaigré, servi garni de crevettes, dorade, pieuvre, shiitake, de pousses de bambou et d'omelette du Kyūshū ou encore le masuzushi, truite cuite à la vapeur enroulée dans des feuilles de bambou, disposée sur un lit de riz (préfecture de Toyama).

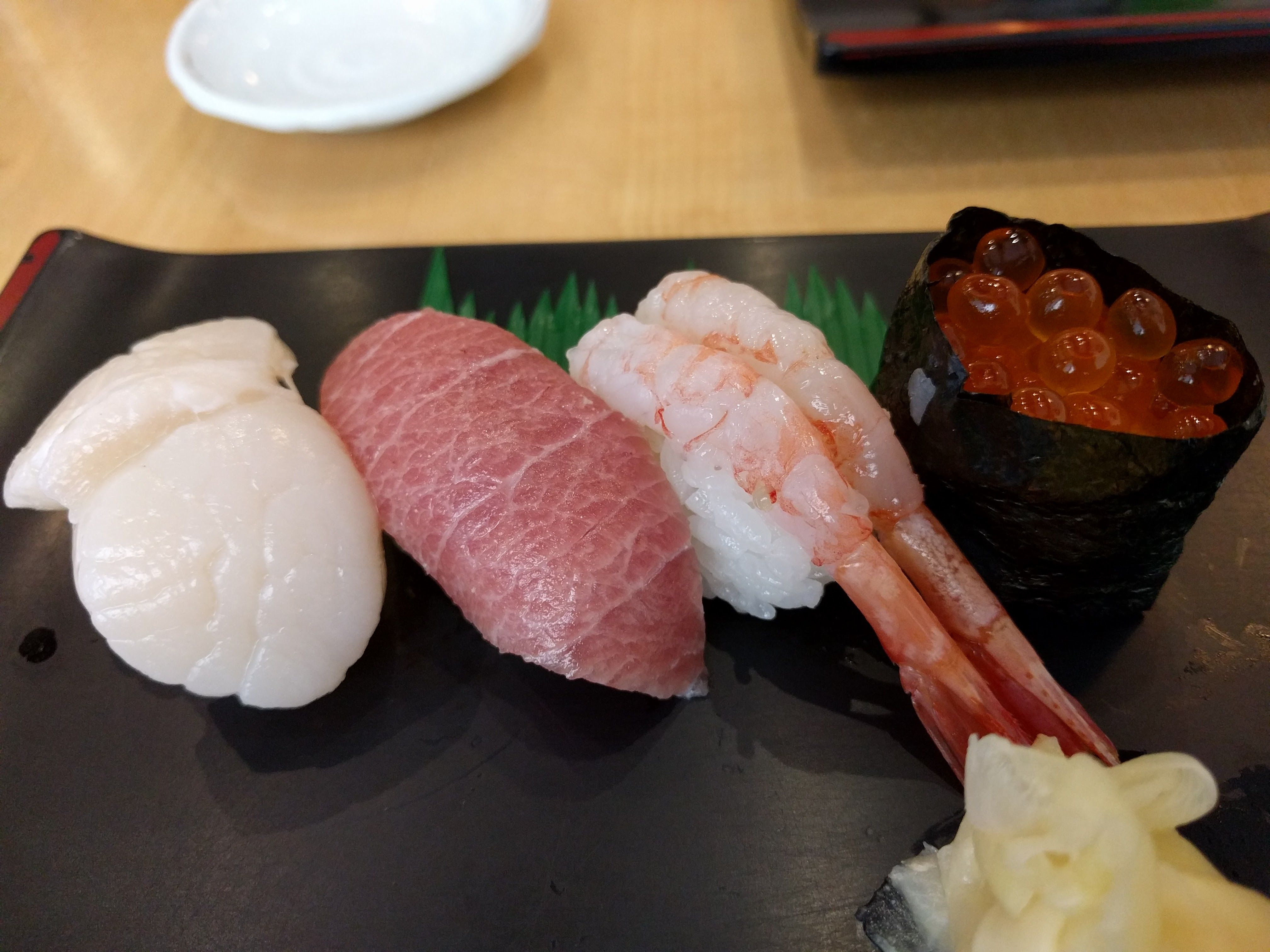
Hotategai, maguro-toro, ama ebi, ikura sushi.
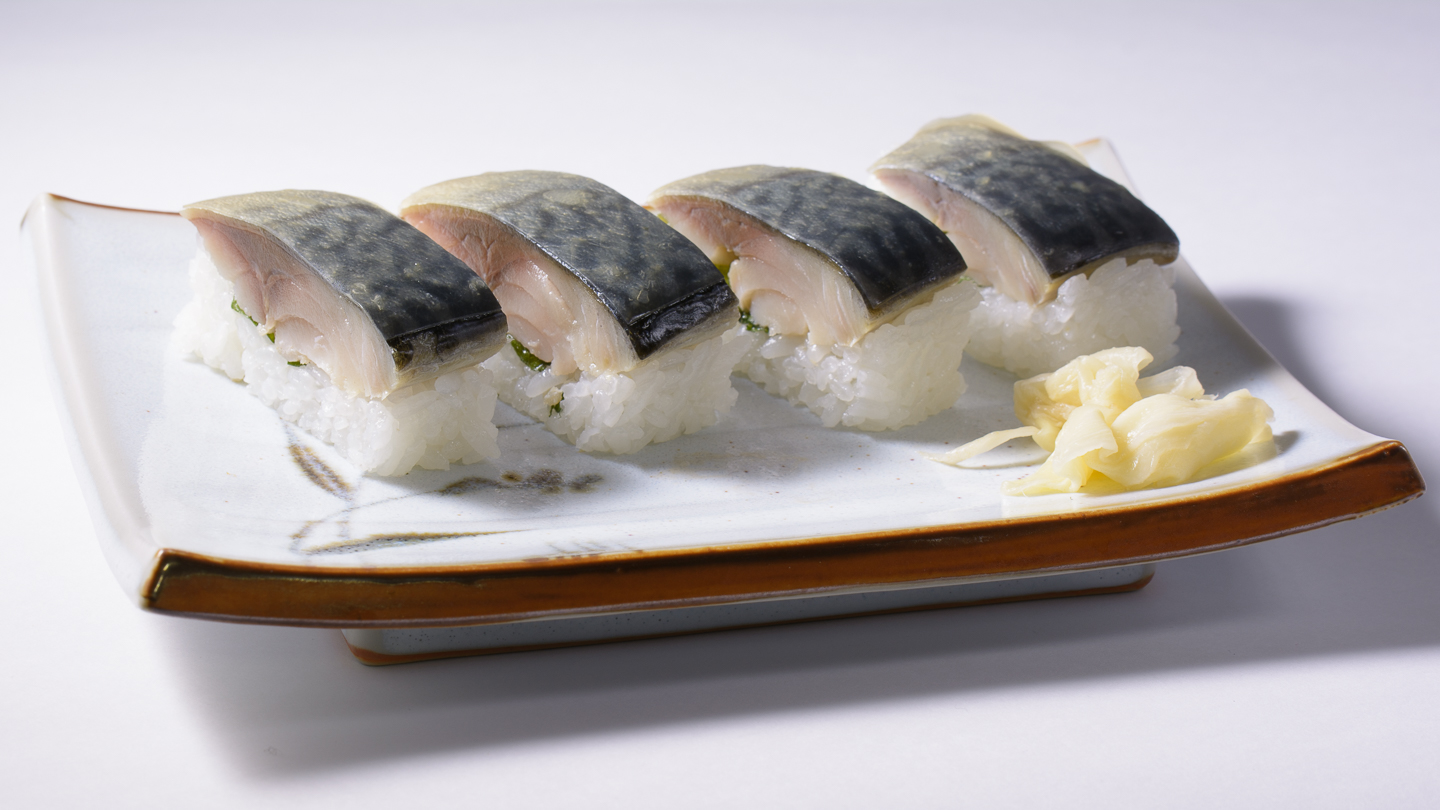
Saba-zushi (région de Kinki).
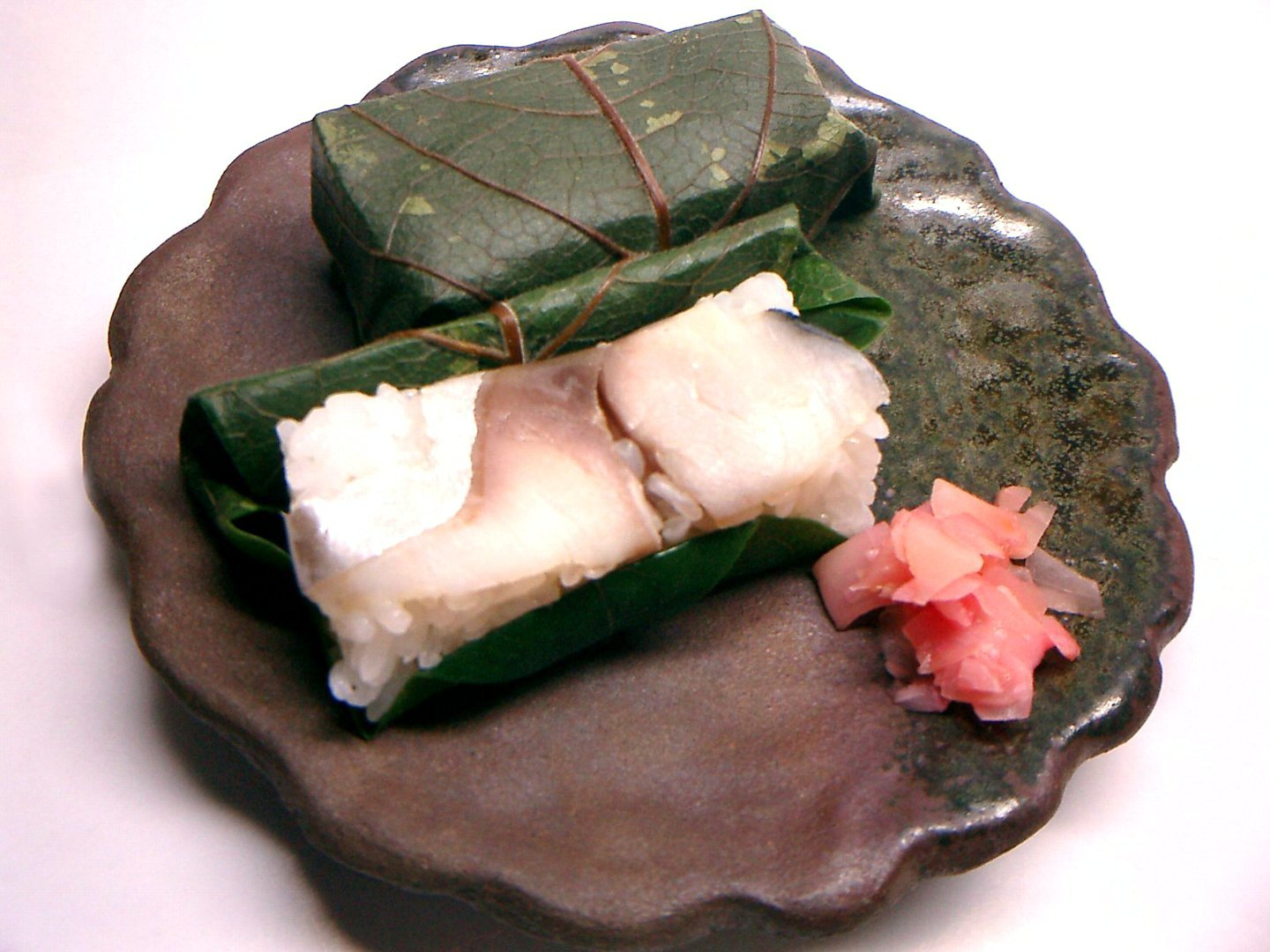
Kakinoha-zushi, Nara, Wakayama (préfecture d'Ishikawa).
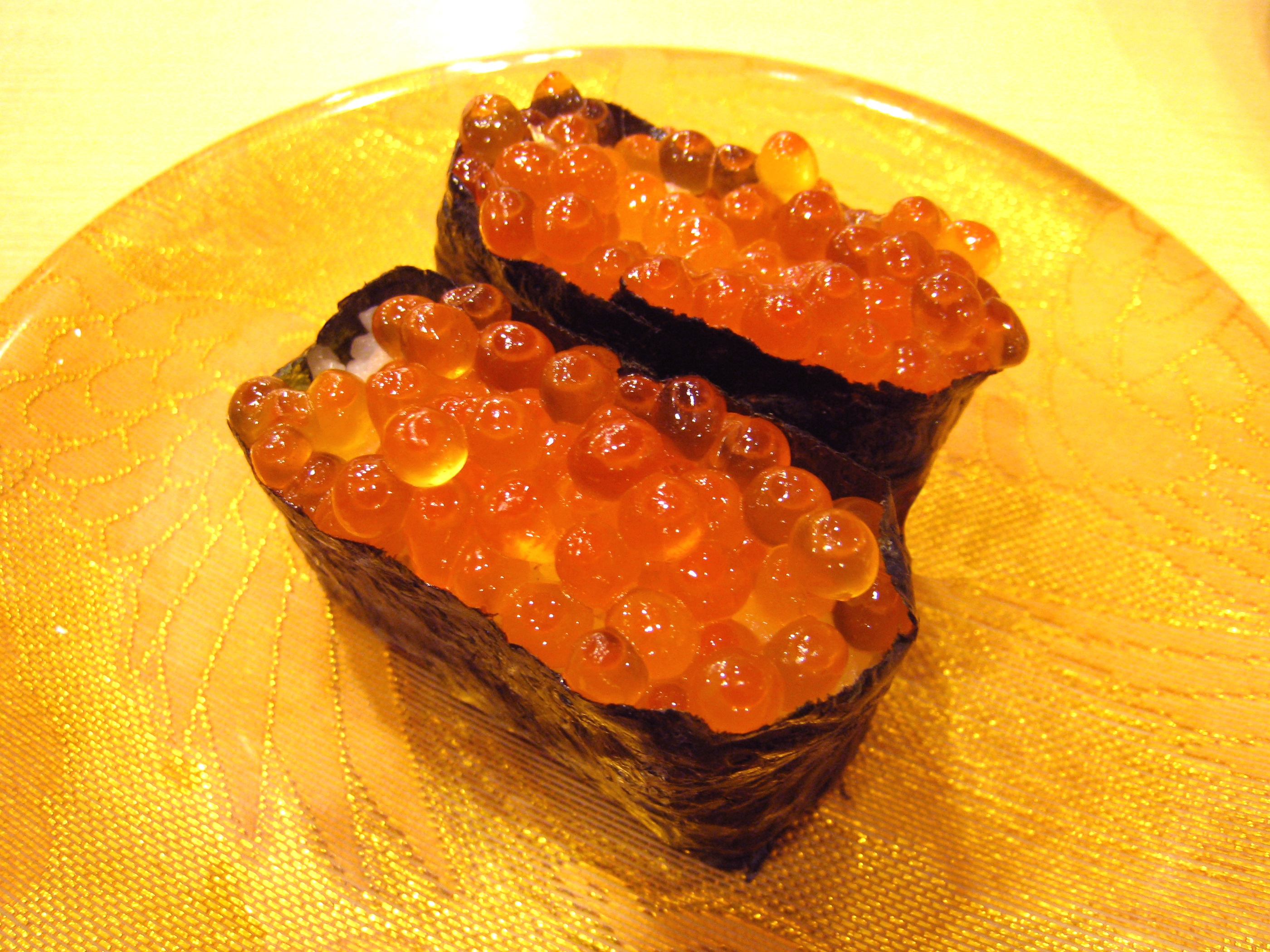
Gunkan-maki aux œufs de saumon.
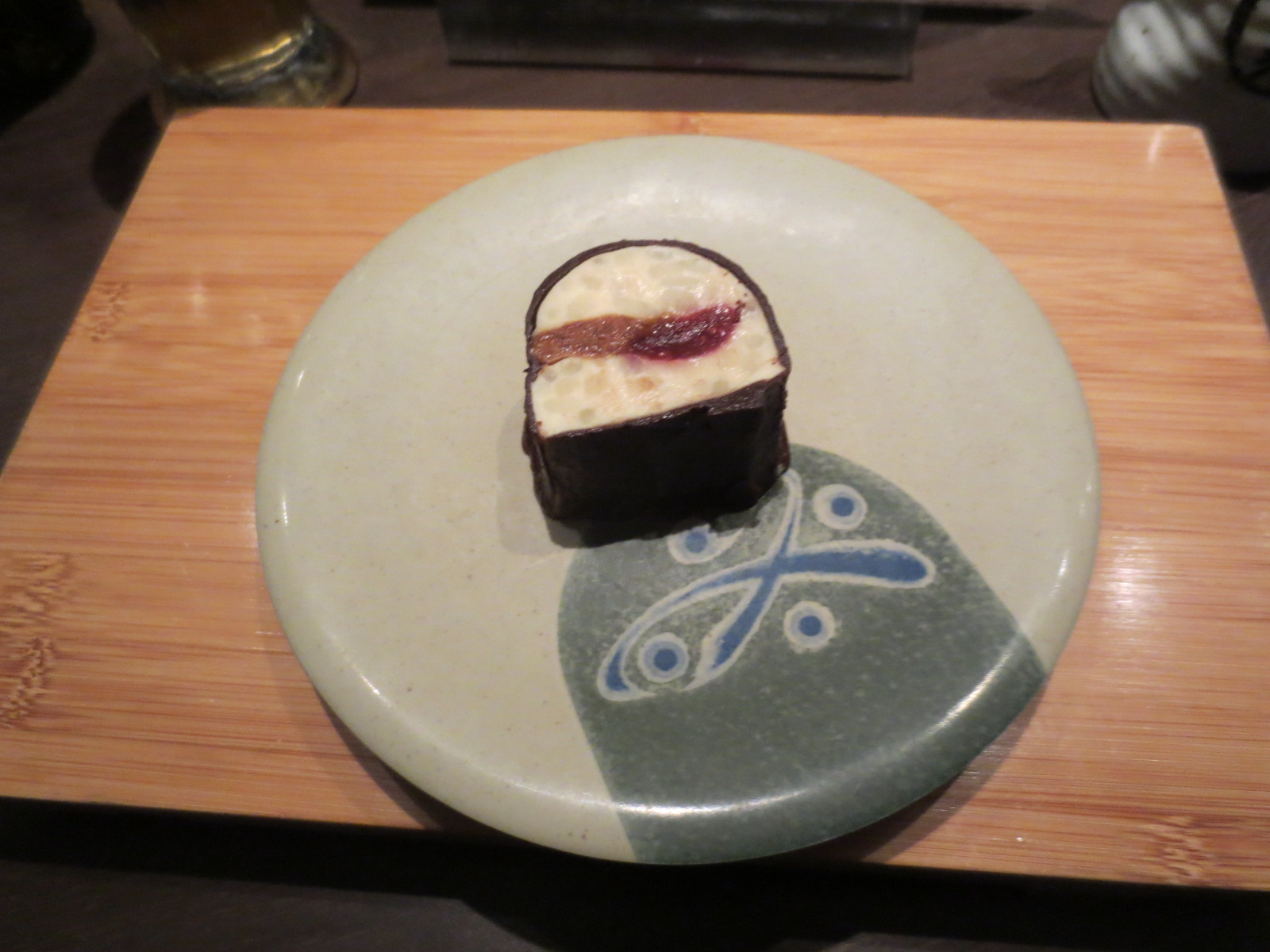
Sushi sucré (variante dessert).

Le sushi a aussi su s'adapter à certaines habitudes alimentaires des pays où il s’est implanté. Ainsi les très populaires california rolls (« rouleaux californiens ») sont nés aux États-Unis pour faire passer l'idée du poisson cru : le riz est à l'extérieur, ce qui « cache » l'algue et fait qu'il est moins humide au toucher, et la chair animale est constituée de crabe ou de goberge (surimi). C'est un sushi idéal pour les personnes voulant essayer le sushi pour la première fois. Des rouleaux sans algue sont également apparus dans des restaurants occidentaux pour cette même raison : les fresh rolls, dans lesquels on retrouve le riz et le poisson à l'intérieur et des feuilles de menthe ou de salade à l'extérieur, maintenues par une fine feuille de riz transparente, ou encore les salmon rolls où le saumon même enrobe le riz. Une version de l'inarizushi qui inclut des haricots verts, des carottes et du gobo mélangé avec le riz, le tout enrobé dans une poche d'aburage de forme triangulaire est une spécialité d'Hawaii, où il est appelé cone sushi ; il est souvent vendu dans des okazu-ya ou comme élément des bentōs,,,.

## Consommation

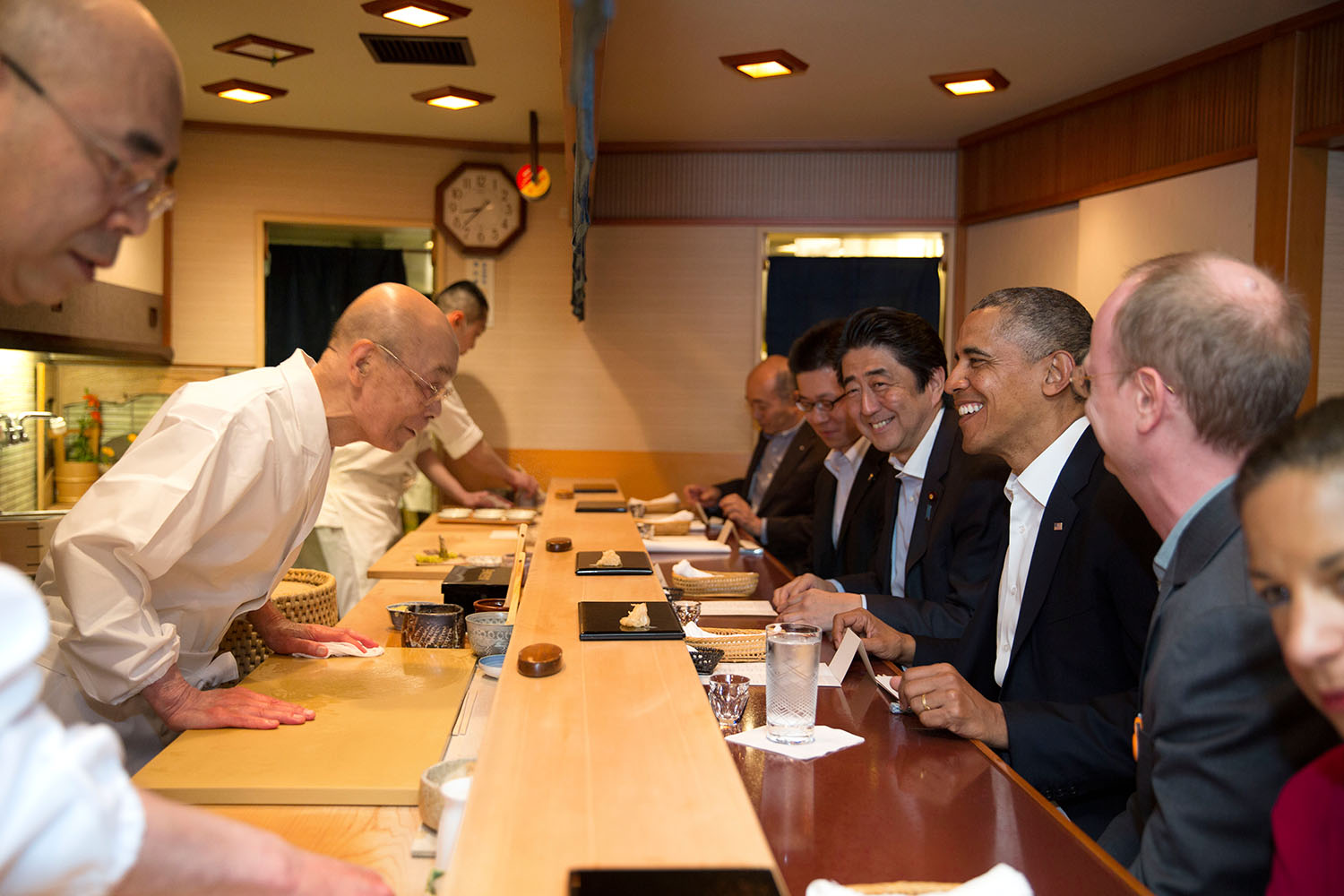
Le maître de la cuisine japonaise Jirō Ono dans son restaurant de sushi, Sukiyabashi Jiro, de Tokyo (trois étoiles au Guide Michelin) avec ses clients, le président des États-Unis Barack Obama et le Premier ministre du Japon Shinzō Abe en 2014.

### Dégustation
Les sushis se mangent avec des baguettes ou avec les doigts. Au Japon, il est mal vu de mélanger le wasabi à la sauce soja. Lors de sa consommation, il faut tremper le neta seul afin d'éviter d'humidifier le riz, celui-ci se délitant au contact du liquide. En Occident, cette pratique est rarement respectée, et le wasabi est mélangé avec la sauce soja, puis le sushi est trempé dans ce mélange, côté riz. Entre deux sushis différents, on peut manger une tranche de gingembre mariné, appelé gari (ガリ) pour retirer le goût du précédent. Le gari étant un tsukemono (un ingrédient mariné mangé avec les repas traditionnels japonais), cette pratique est à rapprocher de la dégustation normale d'un repas au Japon. Les boissons servies en accompagnement peuvent être le thé vert (notamment le Bancha Hojicha), du saké frais ou tiède, ou encore la bière.

### Commercialisation

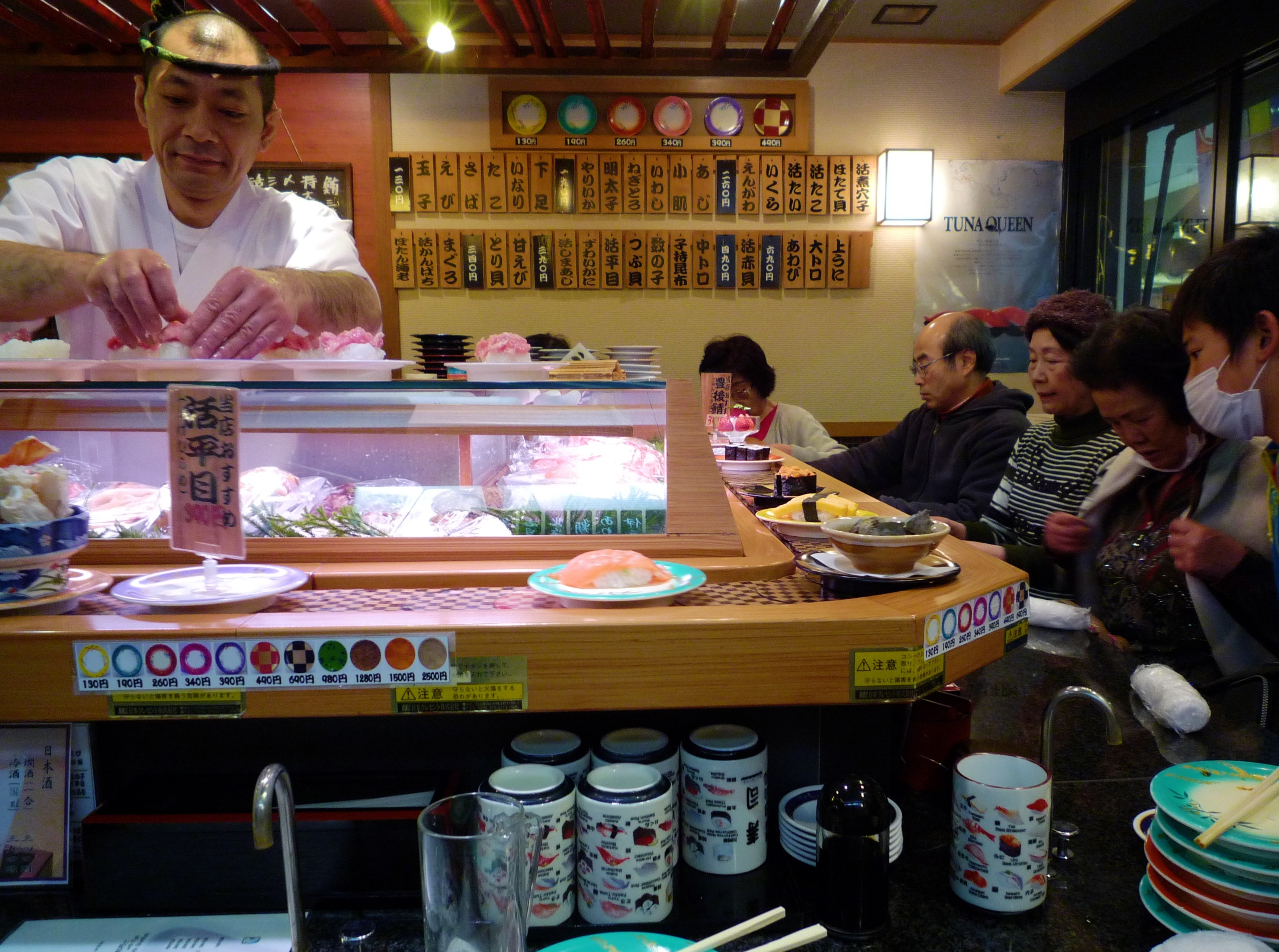
Sushi bar kaitenzushi.

Au Japon, on peut manger des sushis dans un restaurant spécialisé, un sushiya luxueux mais aussi dans un bar à sushis au comptoir ou bien dans un kaitenzushi (littéralement « sushi tournant ») où les plats bon marché de couleurs différentes suivant leur prix tournent tout autour de la table. Même dans ce pays pourtant réputé cher, on peut trouver dans les grandes villes des sushis tournants où les plus gros appétits seront satisfaits pour seulement une douzaine d'euros.
On en trouve également dans les supérettes japonaises, les konbini, de 400 à 600 yens la barquette. Dans les restaurants japonais, les plats sont parfois présentés en vitrine, sous forme d'une copie en plastique appelée sampuru. Cela permet au client de se rendre compte de l'aspect du plat qui lui sera servi. Certains amateurs collectionnent ces reproductions de tous les types de sushis.
En Europe, diverses filières permettent d'acheter des sushis. Plus particulièrement en France, les restaurants japonais dans leur très grande majorité proposent des menus sushis et yakitori parfois ensemble dans un même menu, ce qui est fort peu traditionnel de la consommation habituelle japonaise. On peut trouver aussi des kaitenzushi ou encore des chaînes de restauration orientées vers la livraison à domicile. Les autres types de commercialisation des sushis incluent la fabrication de sushis en temps réel en grande surface et les sushis industriels disponibles au rayon frais comme au rayon surgelé.

### Nutrition et santé

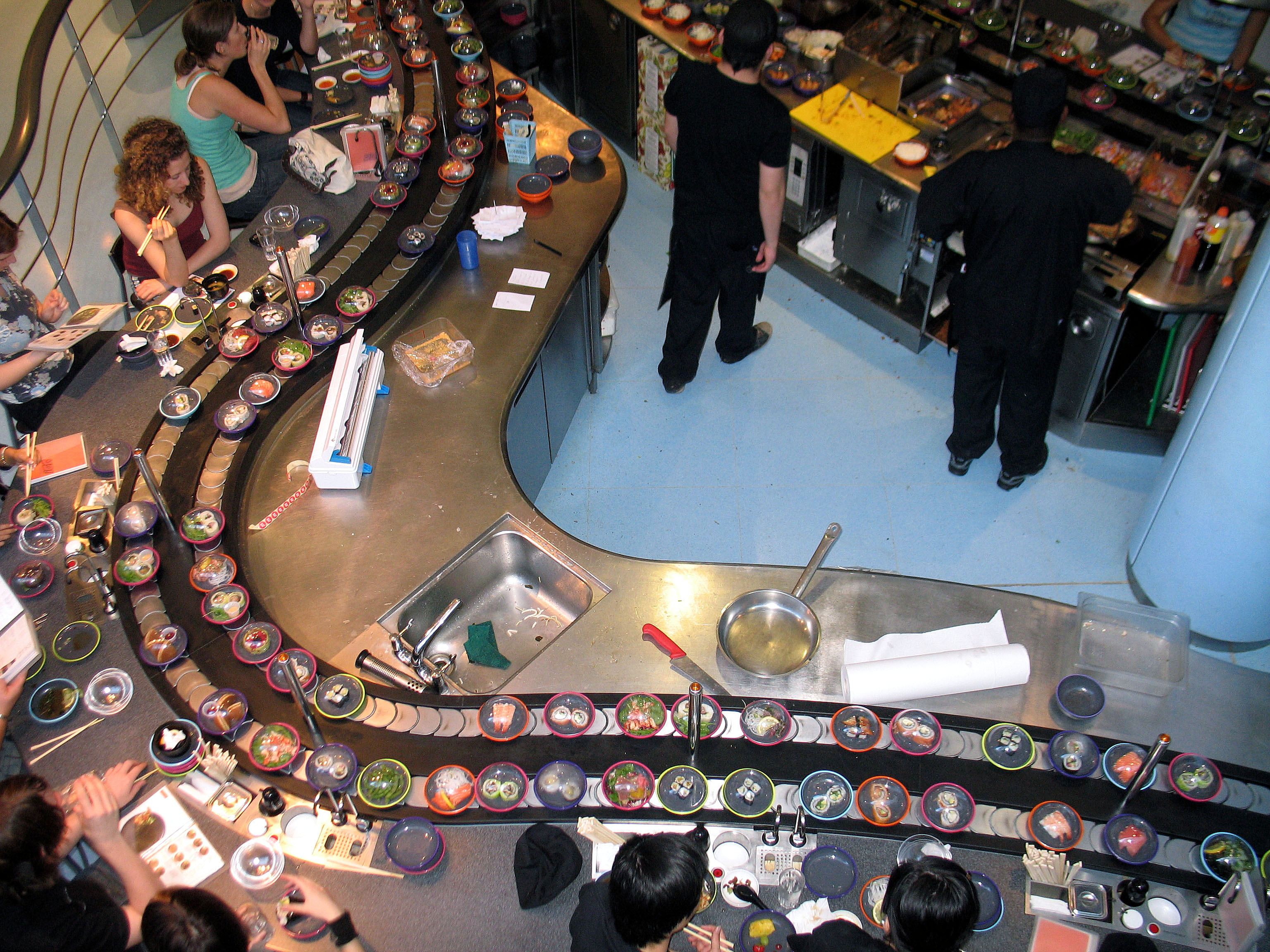
Sushi bar kaitenzushi.

Le poisson est un aliment généralement considéré comme bon pour la santé, y compris les poissons gras riches en oméga-3, mais le poisson cru peut être à l'origine d'infections et de parasitoses (ex .: anisakiase (Anisakidés, nématodes parasites, bothriocéphales), staphylocoque doré, Bacillus cereus), qui semblent, selon l'U.S. Food Drug Administration en augmentation aux États-Unis, à la suite de la consommation de poisson cru et certains poissons situés au sommet de la chaîne alimentaire (thon rouge par exemple) peuvent avoir bioconcentré certains polluants (PCB, dioxines, méthylmercure notamment).
Le risque de parasitose est diminué par des moyens simples : éviscération précoce des poissons et lavage rapide (dans les trois heures suivant la mort, afin d'empêcher la migration du parasite dans les muscles). Une détection des parasites déjà présents dans la chair est facilitée par « mirage » (observation par transparence à la lumière) des filets. Et si on ne veut pas cuire le poisson à cœur, une congélation (à au moins −20 °C durant au moins 72 heures, 24 heures suffisant pour certains) permet de tuer les parasites, mais en restant sans effet sur les polluants métalliques (plomb, mercure, cadmium). En France, les professionnels de l'alimentation désirant vendre ce genre de produit ont pour obligation de faire un contrôle visuel pour s’assurer de l’absence d’infestation visible par des parasites et un traitement par la congélation à −20 °C pendant au moins 24 h pour les produits à risque.
Selon la diététicienne anglaise Rachel Beller, auteur de Eat to Lose, Eat to Win, « un rouleau de sushi typique contient entre 290 et 350 calories. C'est aussi l'équivalent glucidique de deux à quatre tranches de pain ». Les sushis contiennent une très faible quantité de poisson, et le riz qui les accompagne est trop sucré et trop salé. Les sashimis par contre contiennent des graisses oméga-3, des vitamines et des minéraux, et peu d'hydrates de carbone,.
Les Japonais digèrent plus facilement les sushis : leur microflore intestinale est équipée de porphyranase, enzyme dégradant le porphyrane (polysaccharide des parois de Porphyra utilisée dans les sushis). Cette porphyranase étant présente chez des bactéries marines, les chercheurs pensent que les Japonais, grands consommateurs de sushis depuis des siècles, ont probablement hérité de cette capacité à dégrader les fibres des algues par transfert latéral des gènes bactériens marins vers le génome des bactéries de la microflore intestinale.

## Production

### Histoire et évolution du sushi

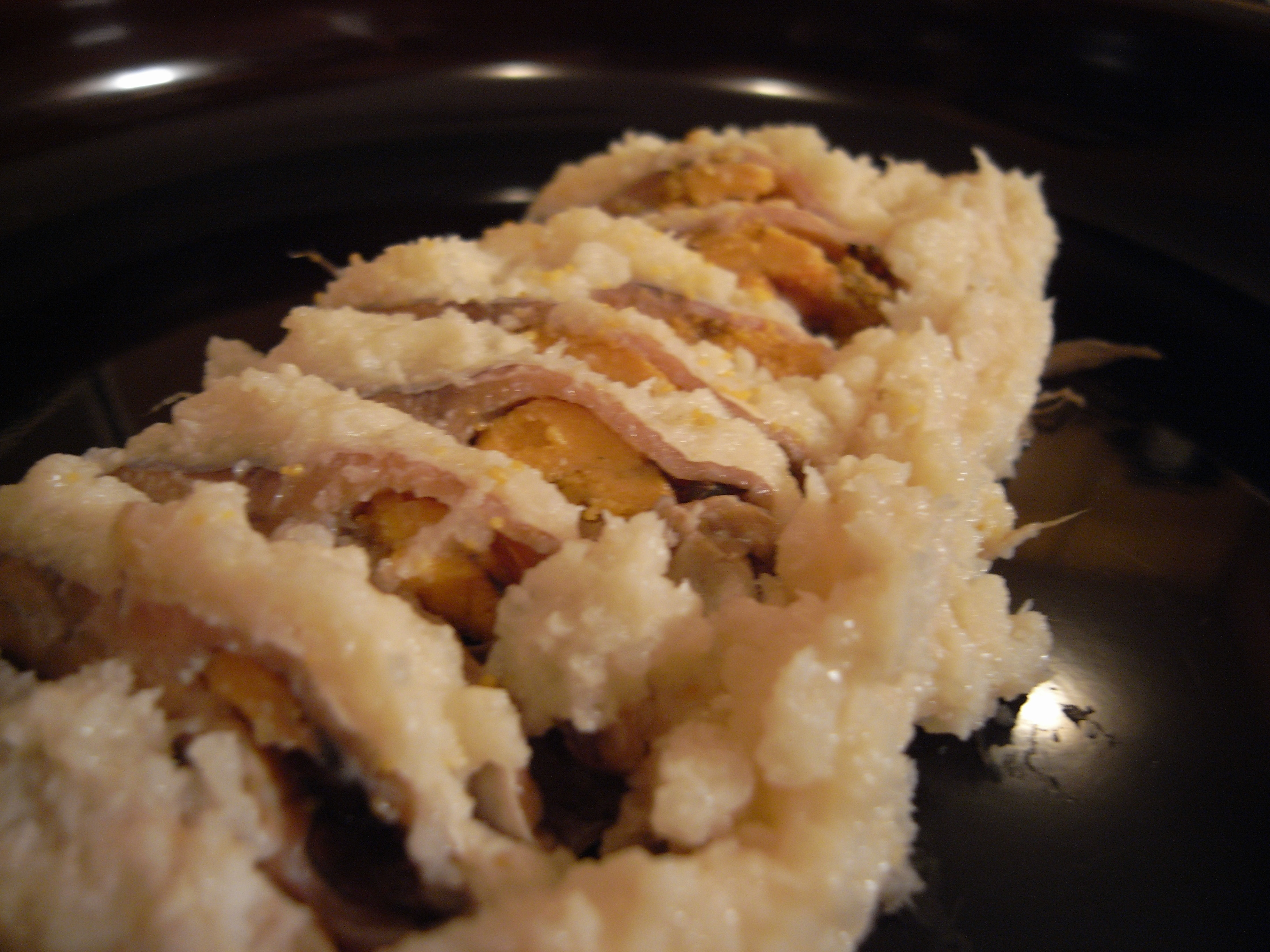
Funazushi.

Il est difficile de dater avec certitude l'apparition des premiers sushis. Elle aurait eu lieu aux alentours du Ve siècle av. J.-C., date à laquelle la riziculture s'installa au Japon.
Historiquement, le riz servait à la conservation du poisson. On trouve les preuves du développement de cette consommation durant l'époque de Nara, par exemple le temple Kin-jinja de la préfecture de Shiga, dédié au champignon utilisé pour la production de narezushi. Dans ce type le plus primitif de sushi, le poisson était salé et enrobé dans du riz fermenté. Le nare-zushi était constitué d'un poisson éviscéré et pouvait être stocké pendant des mois, le riz fermenté préservant le poisson de la pourriture. Au moment de le manger, le riz fermenté était jeté et seul le poisson était consommé. Ce type de sushi était une source de protéines importante pour les Japonais.

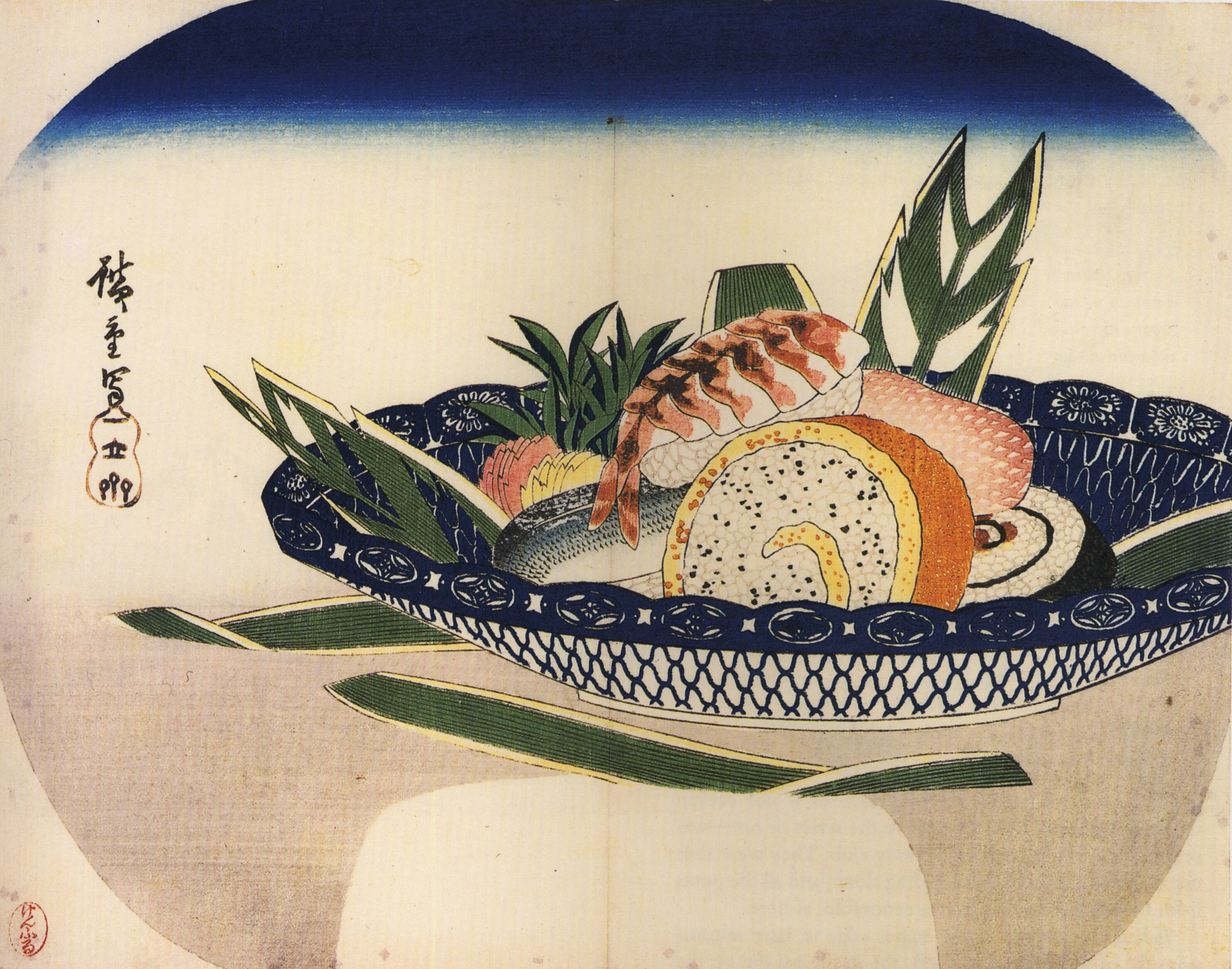
Sushi de l'époque d'Edo (1603-1868).

À l'ancêtre narezushi, les Japonais ont préféré le namanare ou namanari (生成／なまなれ／なまなり). Pendant la période Muromachi, namanare était le type le plus populaire de sushi. Le namanare était du poisson cru enveloppé dans du riz, consommé frais, avant que son goût ne s'altère. Contrairement au primitif narezushi, le namanare est un plat, et plus seulement une méthode de conservation du poisson.

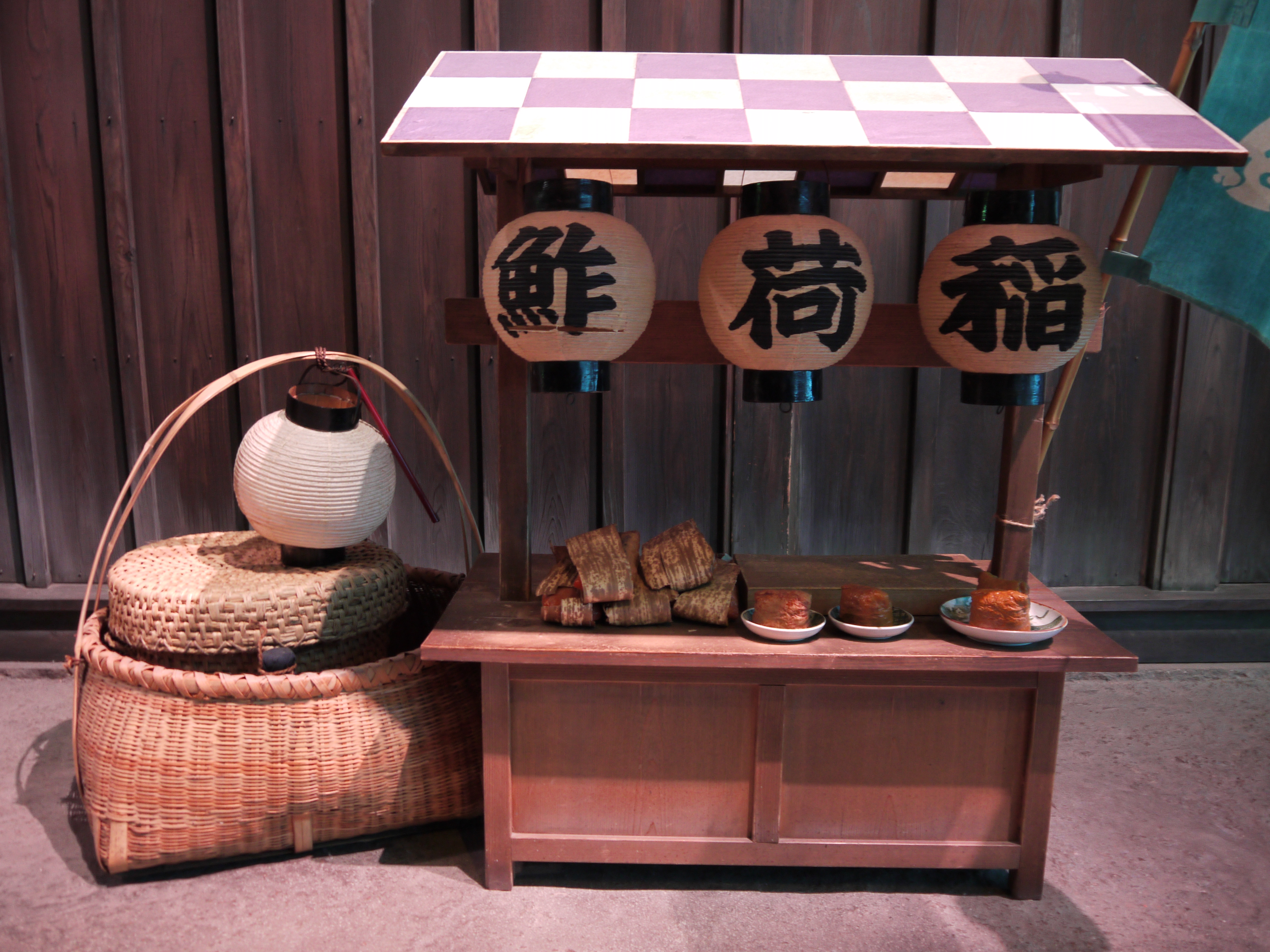
Yatai (stand) à sushi, du sanctuaire Inari de l'époque d'Edo (Fukagawa Edo Museum de Tokyo).

Après le narezushi du VIIIe siècle et le namanare moyenâgeux, un troisième type de sushi est introduit, le haya-zushi (早寿司／早ずし). Le haya-zushi était assemblé de manière que le riz et le poisson puissent être consommés en même temps. Le riz n'était plus utilisé pour sa fermentation mais mélangé à du vinaigre, du poisson, des légumes et divers ingrédients séchés. Ce type de sushi est toujours populaire de nos jours, chaque région possédant une déclinaison locale de ce type de sushis.
On parle également de hako-zushi (筥鮓, « sushi en boîte »), car le riz vinaigré était mis dans une boîte rectangulaire, avant l'ajout de la garniture, puis on y apposait le couvercle. Cette technique est toujours utilisée à Osaka et à Kyoto.
Au début du XIXe siècle, les yatai, de petites échoppes de rues vendant de la nourriture, deviennent populaires à Edo. C'est à ce moment que le nigiri-zushi fut créé : consistant en un amas de riz oblong surmonté de poisson cru, il est le sushi connu mondialement. Après le séisme de 1923 de Kantō, les chefs préparant les nigiri-sushi ont quitté Edo et se sont dispersés dans le Japon, popularisant le plat à travers le pays. Il a été inventé par Hanaya Yohei à Edo à la fin de l'époque Edo.

### Fabrication artisanale

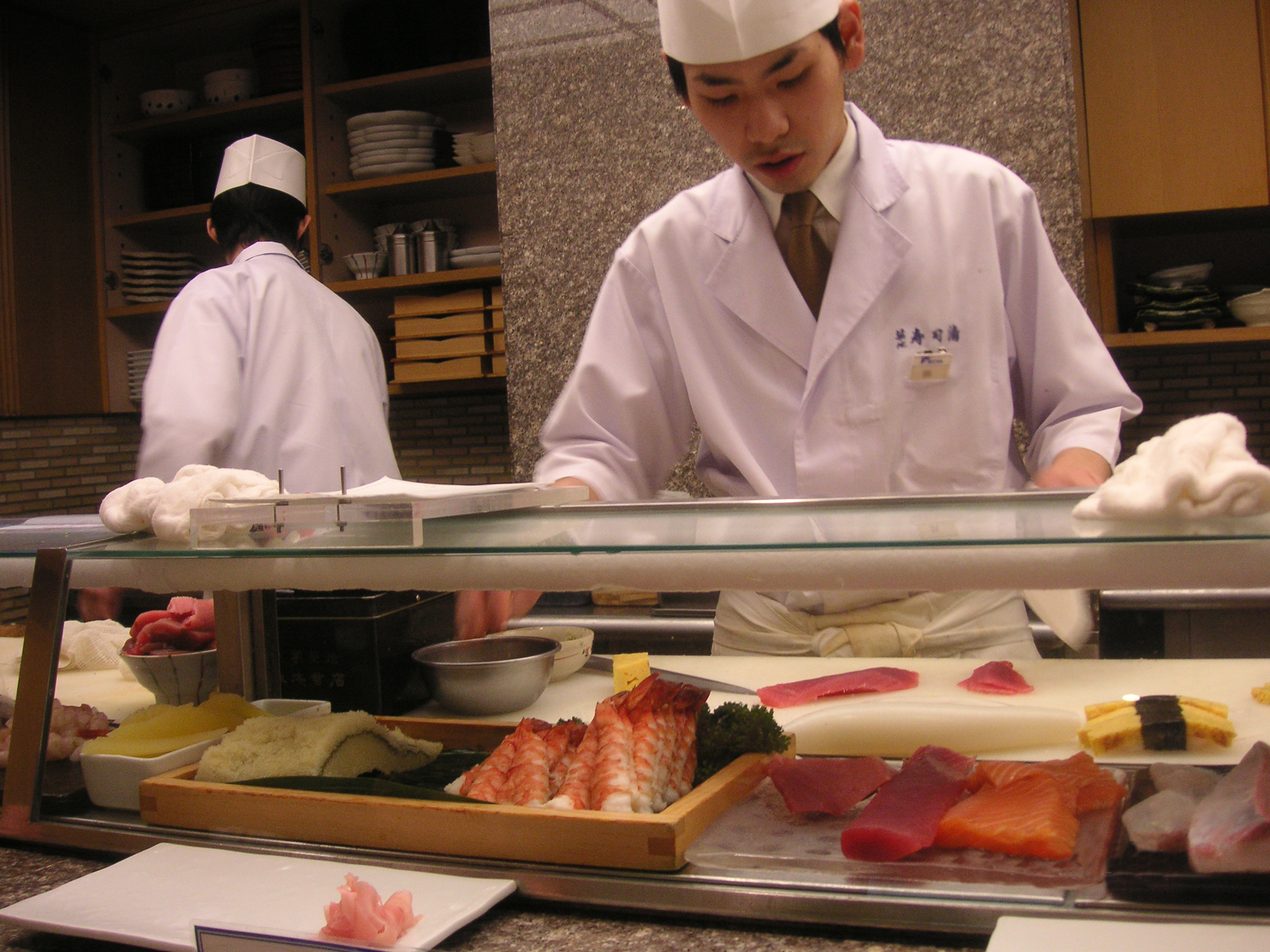
Chef sushi à Kyoto.

Traditionnellement, la sous-espèce de riz japonica Oryza sativa est utilisée pour la préparation du riz à sushi, l'important étant d'avoir un riz rond. Le riz est lavé plusieurs fois ou éventuellement trempé avant la cuisson afin d'enlever un excès d'amidon. Cette étape dépend souvent des habitudes des recettes de différents chefs. Le riz est ensuite cuit avec un morceau de konbu, au Japon souvent dans un cuiseur à riz.
Le riz cuit est ensuite placé dans un récipient en bois de cyprès (hangiri) ou il est assaisonné avec du vinaigre de riz, du sel et soit du sucre, soit du mirin. À l'aide d'une spatule spéciale, la shamoji, on dessine rapidement des sillons dans le riz pour le mélanger uniformément avec l'assaisonnement. Afin d'obtenir la brillance caractéristique des grains de riz, il est nécessaire de refroidir le riz aussi rapidement que possible. Pour cela, on utilise, pendant qu'on mélange le riz, un grand éventail rond appelé uchiwa. Le riz est ensuite couvert avec un chiffon humide pour l'empêcher de se dessécher. La suite de la recette dépend du type de sushi à préparer : les makizushi sont formés en disposant une feuille de nori sur un makisu. Les nigirizushi sont formés dans la paume de la main, tout comme les temarizushi. Le chirashi est préparé en disposant sur le riz obtenu les garnitures en tranches.

### Production professionnelle

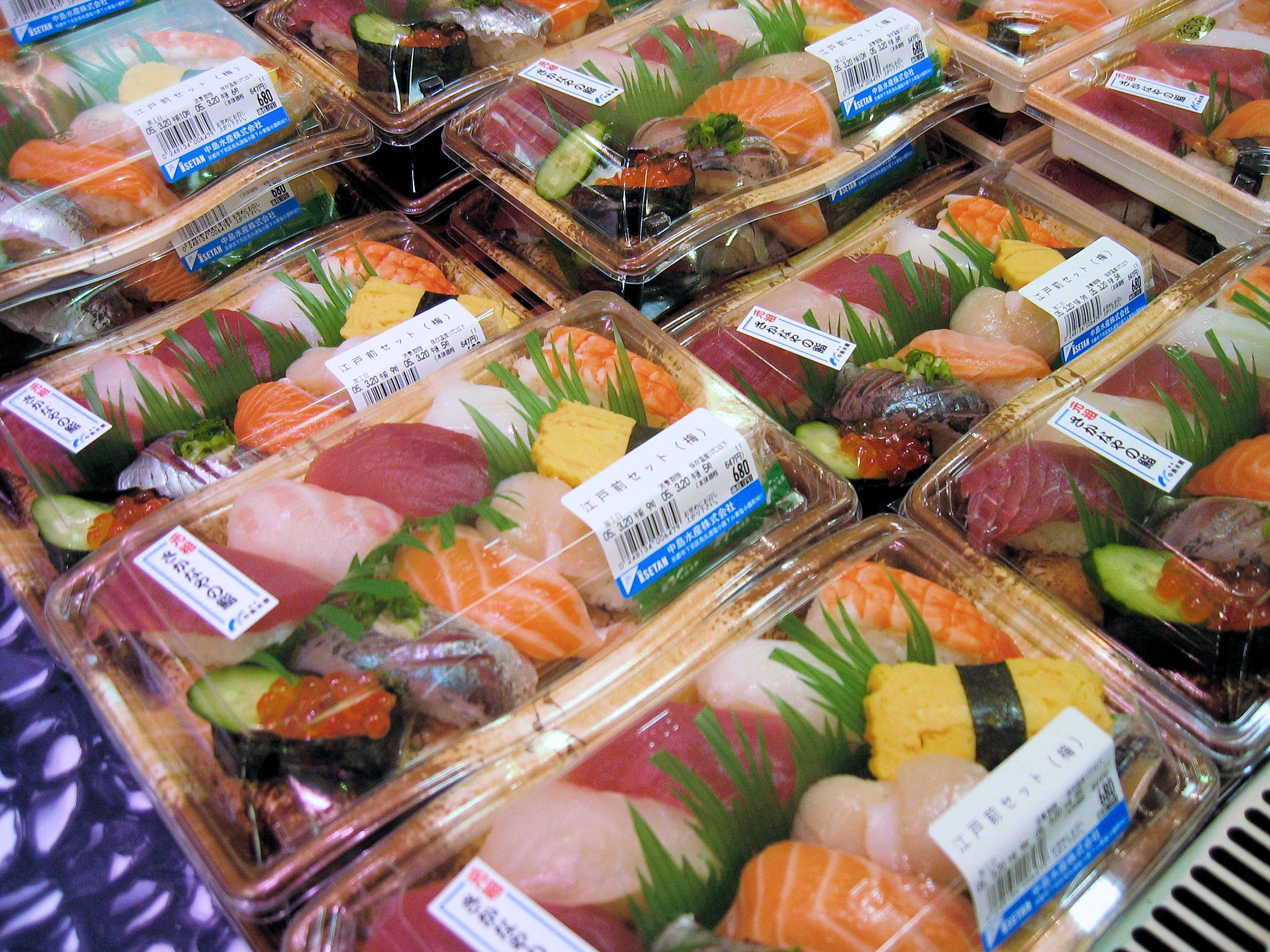
Boîtes de sushis de grande distribution prêts à consommer.

Dans les restaurants les plus respectueux de la tradition, on peut trouver des itamae (板前, chef) spécialisés dans les sushis (le vocable itamae désigne un chef, qui peut être spécialisé dans les sushis ou dans un autre type de cuisine). Les chefs sont traditionnellement formés au Japon après des années d'apprentissage et d'entraînement. On distingue les grades de commis, de wakiita qui possède des devoirs étendus et enfin de chef.
Dans les restaurants moins huppés, des machines automatiques permettent la production en grand nombre de sushis et de maki. Le riz peut aussi être industriellement précuit et soit transporté en vrac dans de grands récipients soit en rectangles pré-formés pour les supermarchés, les hôtels, les traiteurs et les restaurants de sushi. Il existe enfin une production industrielle de sushis à destination des supermarchés, frais à consommer rapidement ou surgelés.

### Les sushis industriels et la grande distribution
Les sushis sont devenus un important phénomène de mode dans de nombreux pays occidentaux, et notamment en France. En conséquence, de nombreux restaurateurs asiatiques se sont tournés vers ce type de produits (essentiellement des non-Japonais : Chinois ou Vietnamiens), qui permet d'exercer des marges de bénéfice spectaculaires avec un investissement minimal. La plupart des supermarchés français proposent ainsi de nos jours des sushis industriels prêts à consommer (par exemple de la marque Sushi Gourmet), et plusieurs chaînes de restauration rapide ou de livraison à domicile ont également investi cette niche (comme Planet Sushi). Ces sushis industriels sont préparés longtemps à l'avance et en très grandes quantités à partir de poisson surgelé, ce qui nécessite d'ajouter un certain nombre d'additifs pour que le produit conserve ses propriétés visuelles, à défaut de ses qualités gustatives et nutritionnelles. Ainsi, le riz y est souvent « gonflé » au sirop de glucose-fructose et à la mélasse (qui le rendent plus sucré et donnent faim), additionné d'exhausteurs de goût (notamment le glutamate monosodique E621), et des colorants comme le Rouge allura AC (E129), un dérivé pétrochimique soupçonné d'être neurotoxique.

### Ingrédients et ustensiles
Les ingrédients essentiels pour la réalisation de sushi sont le riz, le konbu, le vinaigre de riz, le sel, le sucre ou le mirin pour la réalisation du shari. Si le poisson frais est le plus souvent représenté parmi les neta, il varie suivant le sushi préparé. Les feuilles de nori sont nécessaires pour la réalisation de maki.
Wasabi, sauce de soja et gari sont les accompagnements classiques des sushis.

Quelques ingrédients
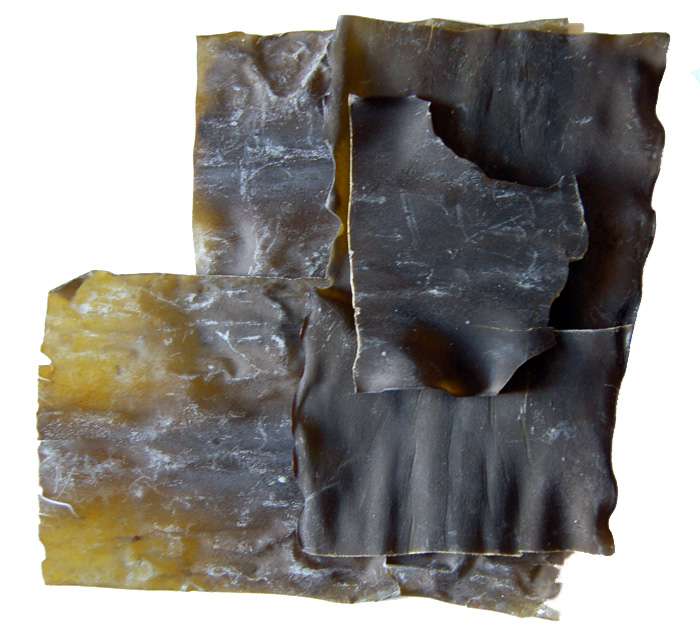
Konbu.
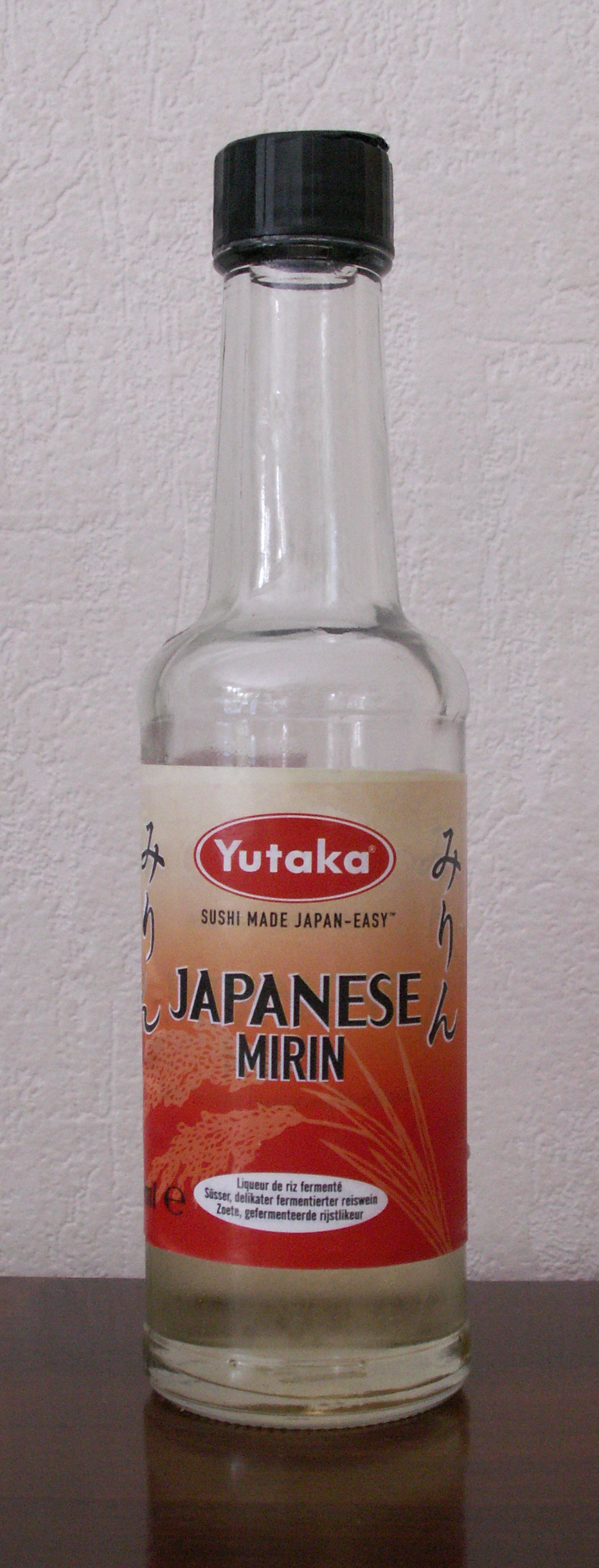
Mirin.
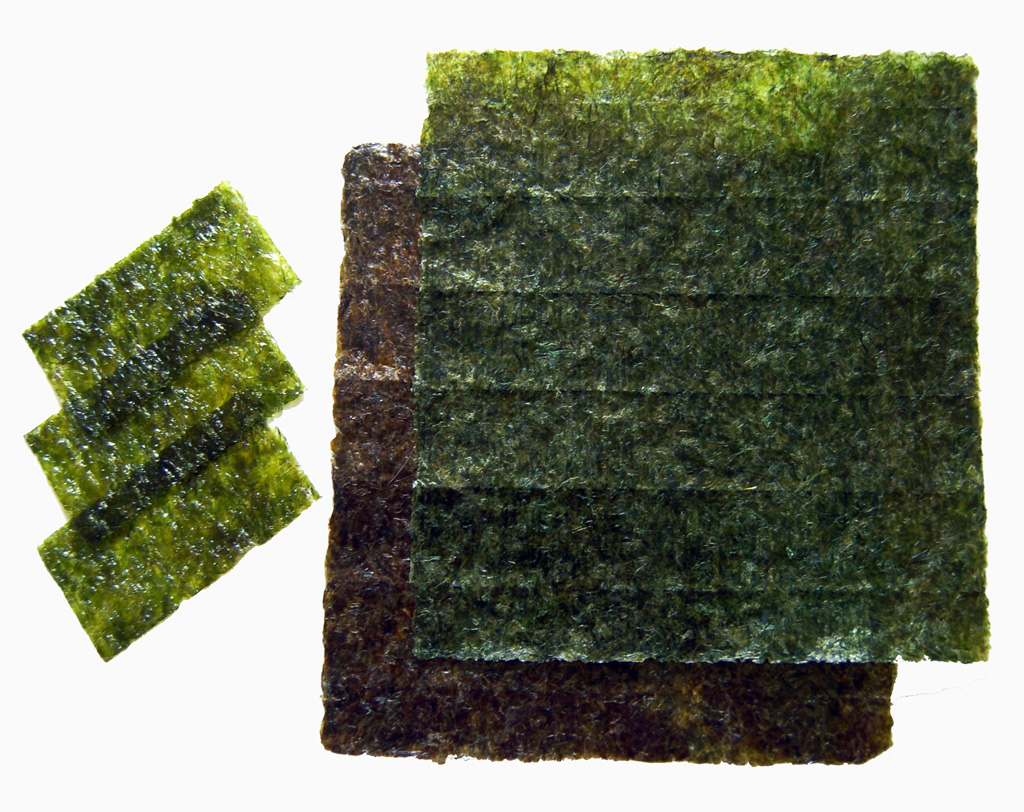
Nori.
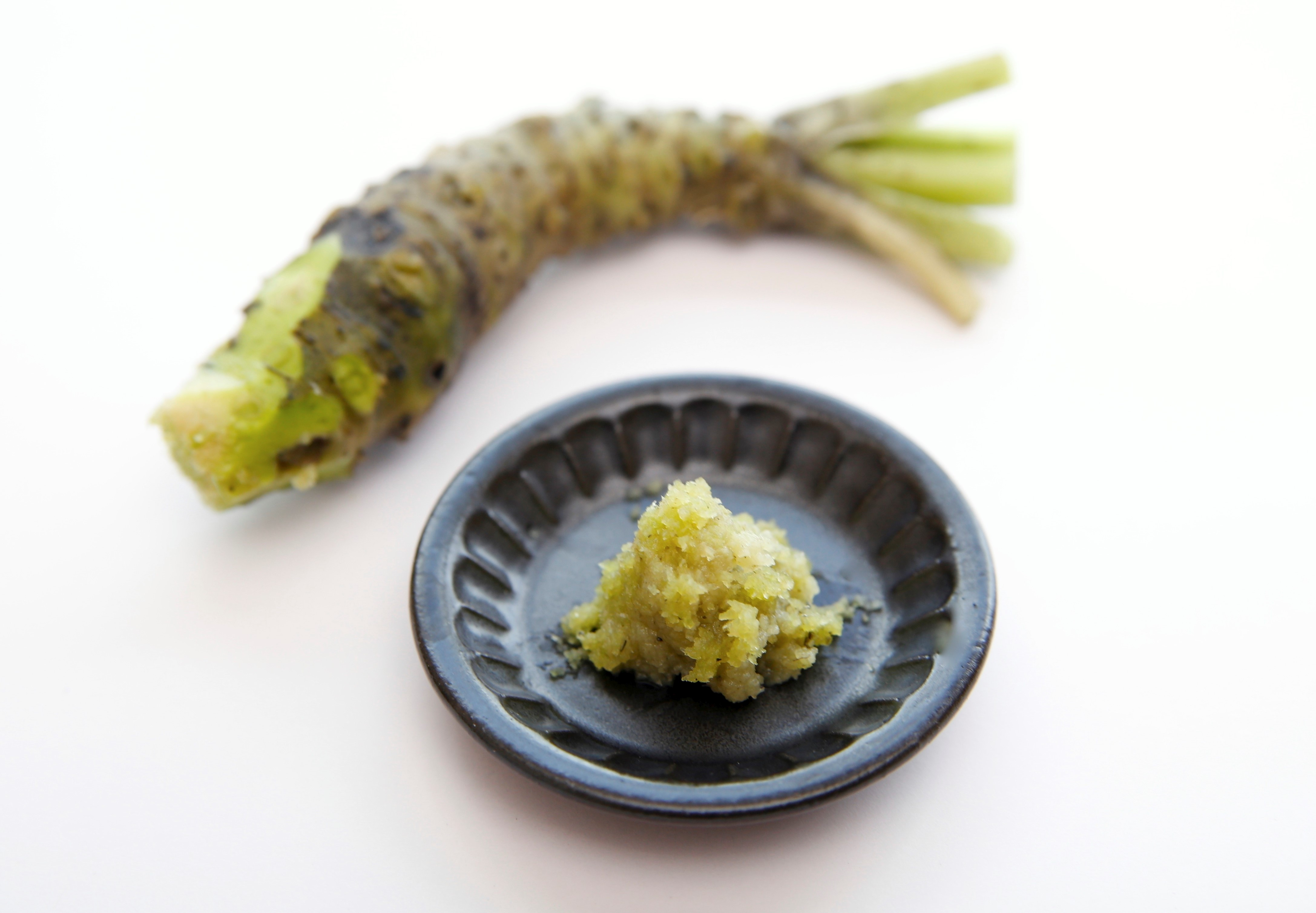
Wasabi.
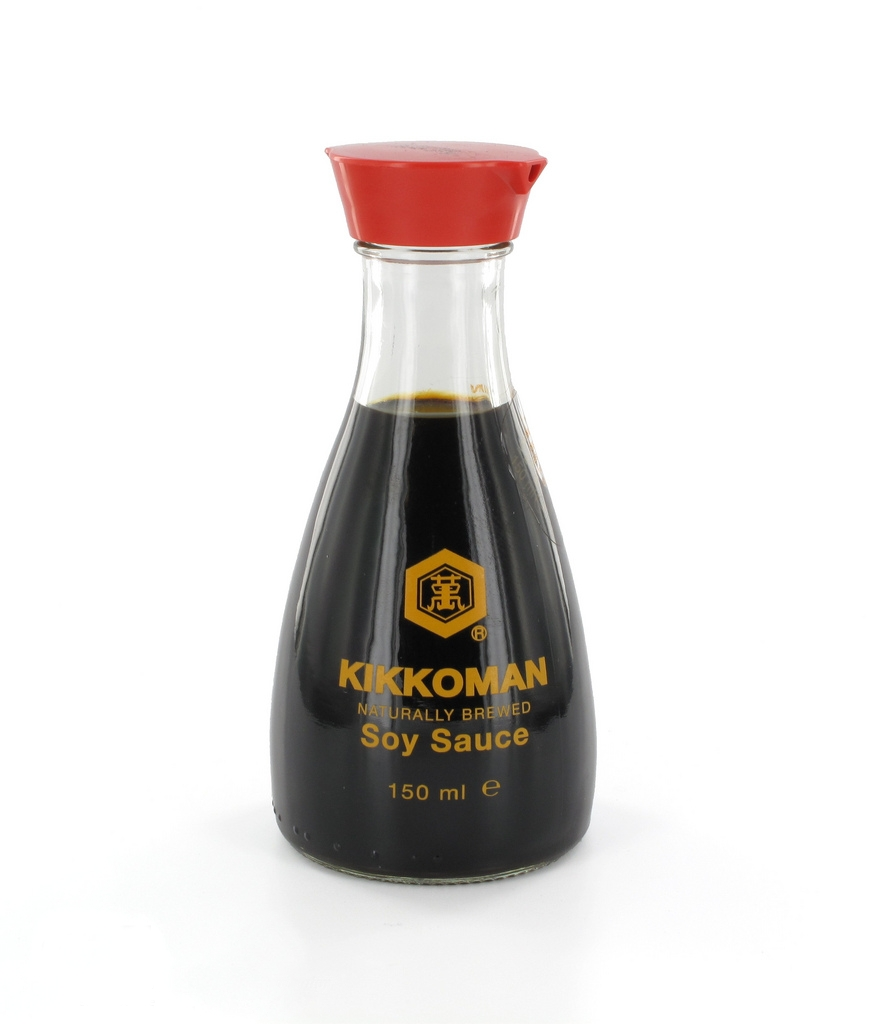
Sauce de soja japonaise.
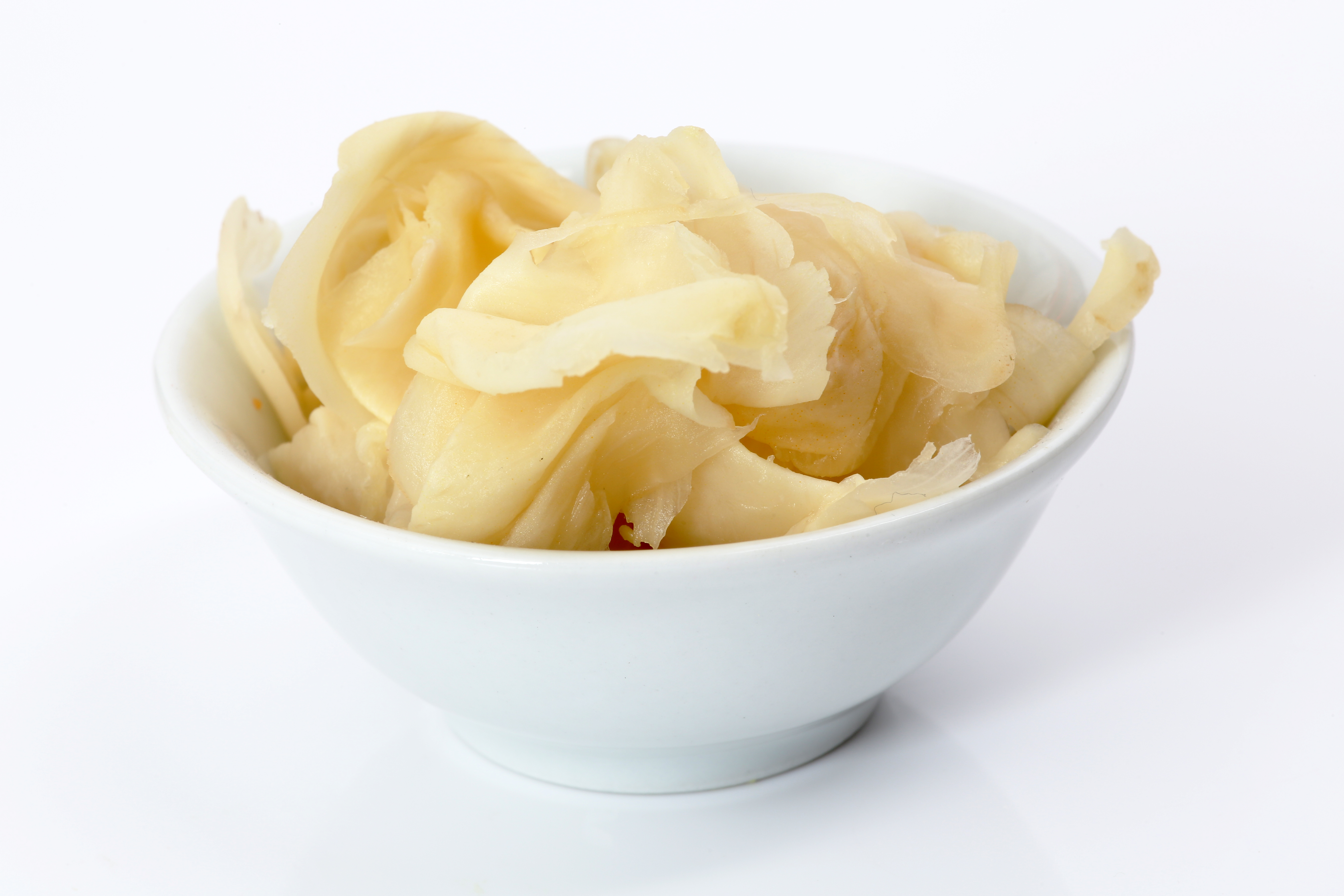
Gari.

Les divers ustensiles communs pour préparer tous les types de sushi sont le cuiseur à riz, le hangiri, un récipient en bois de cyprès utilisé pour faire refroidir et mélanger le riz avec l'assaisonnement, la spatule appelée shamoji utilisée pour réaliser ce mélange, le grand éventail rond appelé uchiwa utilisé pour faire refroidir le mélange et le chiffon (fukin) utilisé pour couvrir le mélange.
Il existe aussi des accessoires spécifiques à certains types de sushis, comme le makisu ou encore la presse à oshizushi appelée oshizushihako.

Quelques ustensiles
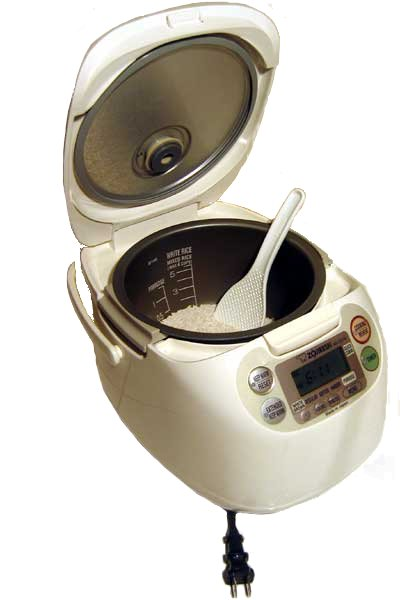
Cuiseur de riz.
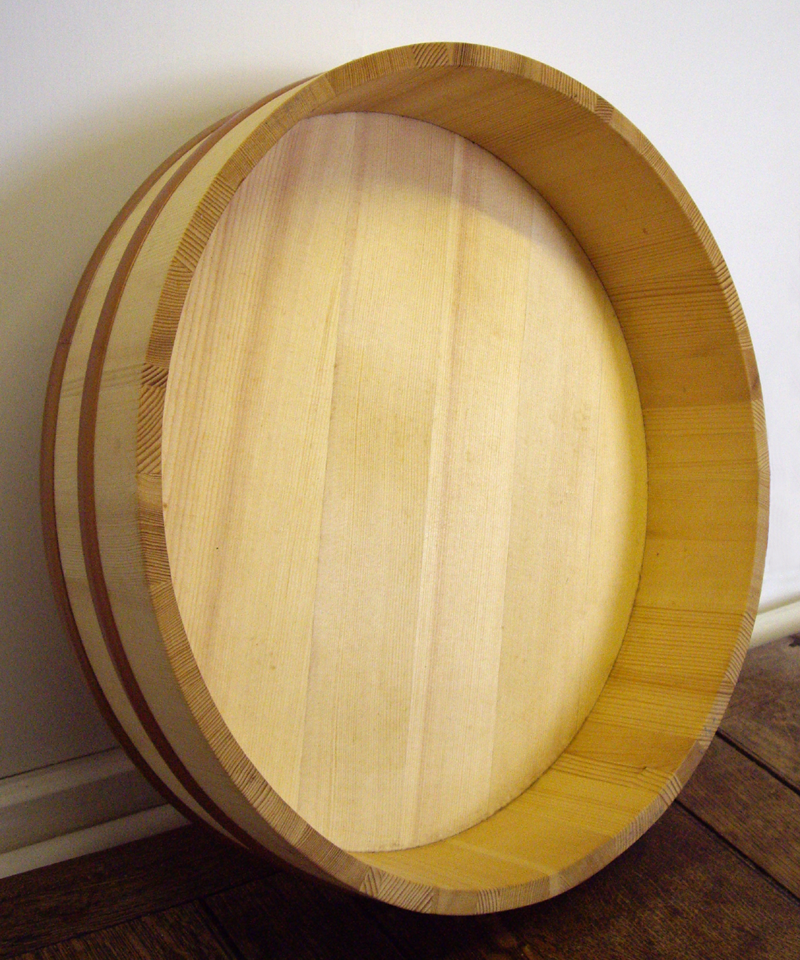
Hangiri.
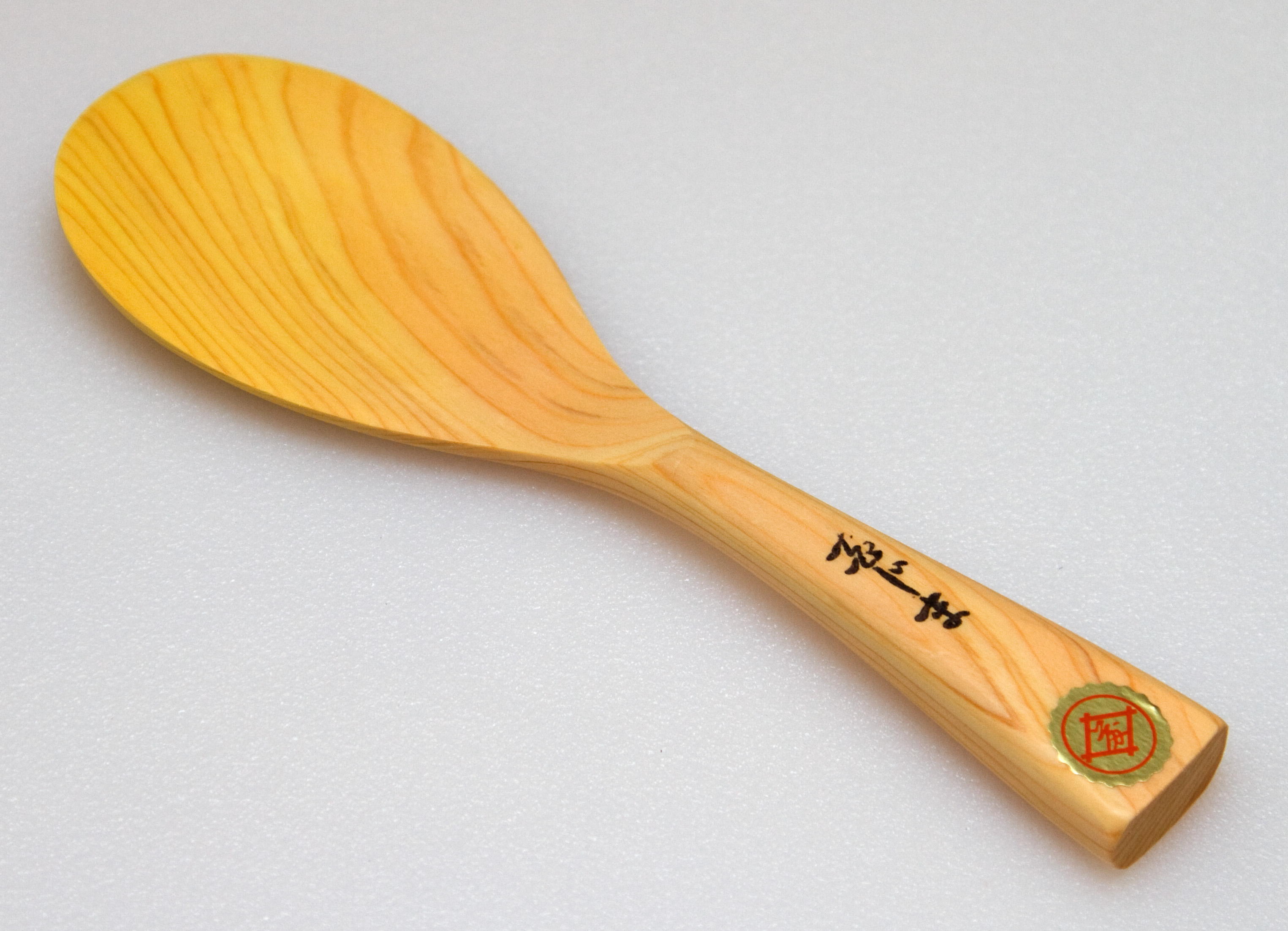
Shakushi.
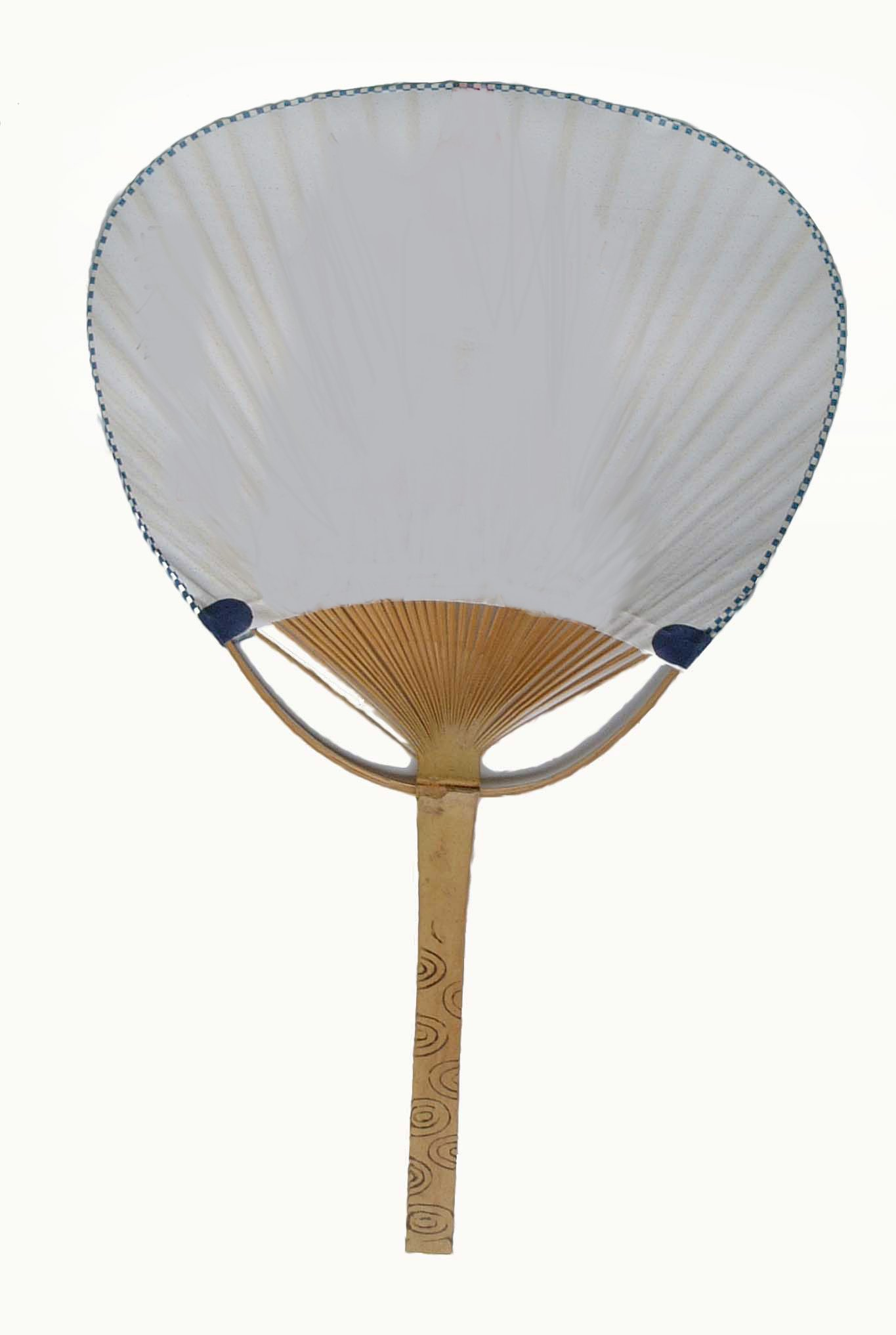
Uchiwa.
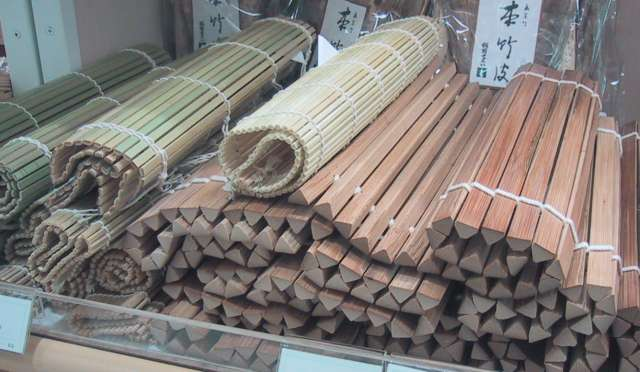
Makisu.
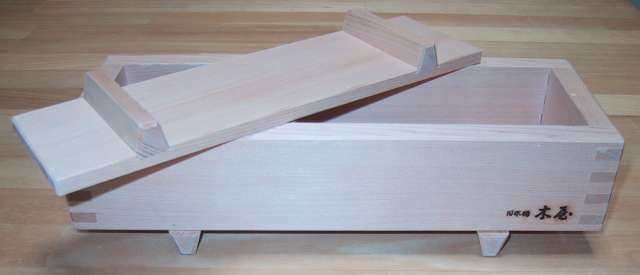
Oshizushihako.

## Économie
Le sushi est devenu un plat international, consommé au Japon, mais aussi dans les pays asiatiques (Chine, Asie, Corée du Sud, Hong Kong, Taiwan) en Amérique, en Europe. La cuisine japonaise considérée comme saine et équilibrée s'est répandue dans les années 1990 à travers le monde. En 2012, on comptait environ 30 000 restaurants dits japonais dans le monde : 14 000 en Amérique du Nord, 10 000 en Asie et 2 500 à travers l'Europe. On estime à 66 % la proportion de sushis parmi les restaurants japonais en Amérique du Nord.

### Marché

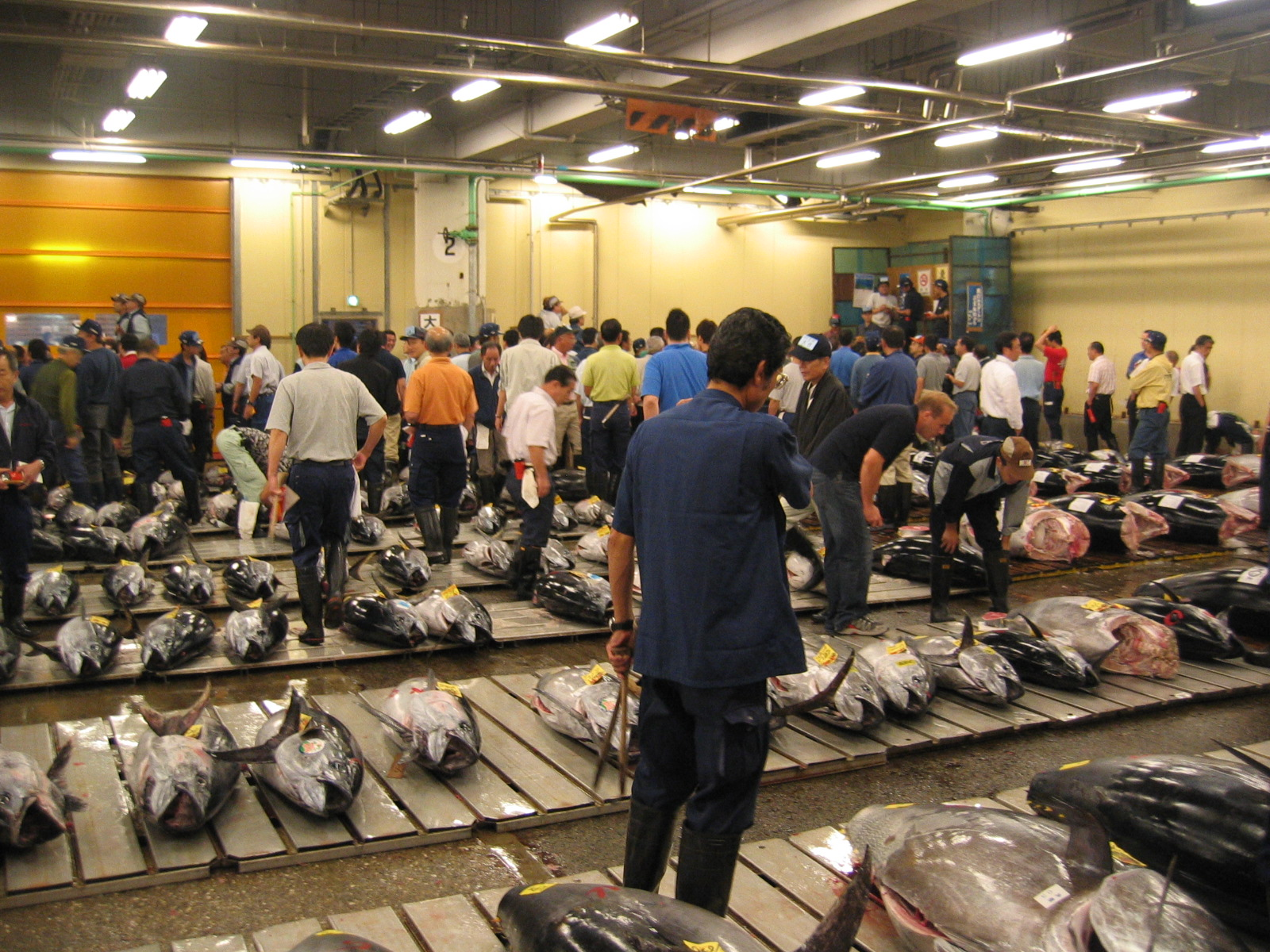
Fin de la criée pour le thon au marché aux poissons de Tsukiji.

### Marché européen
La nation consommant le plus de sushis en Europe est la France. En 2010, on compterait en France 1 580 restaurants de sushis contre 1 750 fast-food de hamburgers. Cependant le chiffre d'affaires annuel du premier serait de 864 millions d'euros contre 4,5 milliards d'euros pour le second. En 2011, on compterait 1 600 restaurants de sushis, soit 1 % de la restauration commerciale, pour un chiffre d'affaires annuel de 690 millions d'euros. Quelque 70 % des commandes sont à emporter, 66 % des restaurants sont à Paris. Les restaurants japonais leaders en France ont régulièrement fait appel à des chefs français tels que Thierry Marx ou Cyril Lignac pour adapter leurs produits aux attentes des consommateurs français.
Sushi Shop, fondé en 1998, est en 2011 la plus grosse chaine de sushis en France avec 70 restaurants, suivent Planet Sushi (39 restaurants), Eat Sushi (33), et O'Sushi (25),. 
De nouvelles enseignes ouvrent régulièrement pour proposer cette cuisine japonaise avec par exemple Momasushi, Kokomo, Yedo Sushi, KellyDeli...

### Marché japonais
Le marché japonais du sushi est énorme, la taille du marché étant de 1 500 milliards de yens (environ onze milliards d'euros), la part de marché des kaitenzushi étant de 500 billions de yens (soit près de quatre milliards d'euros). La production étant très inférieure à la demande, le Japon importe beaucoup de produits de la mer. Les produits les plus importés pour la préparation des sushis sont les crevettes, le thon, le saumon et la truite. On estime à 45 000 le nombre de restaurants de sushis au Japon.

### Marché américain
La cuisine japonaise aux États-Unis est principalement le fait de chefs américains : environ 10 % des établissements dits japonais sont effectivement tenus par des Japonais. Elle est en vogue, puisque les ouvertures de restaurants japonais ont augmenté de 250 % entre 2002 et 2012. Grand marché en Californie, l'industrie du sushi aux États-Unis se rapproche donc d'une cuisine fusion.

### Impact environnemental
Alors que de nombreux stocks de poissons sont en régression, la demande en thon rouge n’est pas sans conséquence sur les stocks halieutiques, notamment en Méditerranée où la surpêche de cette espèce préoccupe les ONG et la Commission européenne.

## Variations internationales du sushi

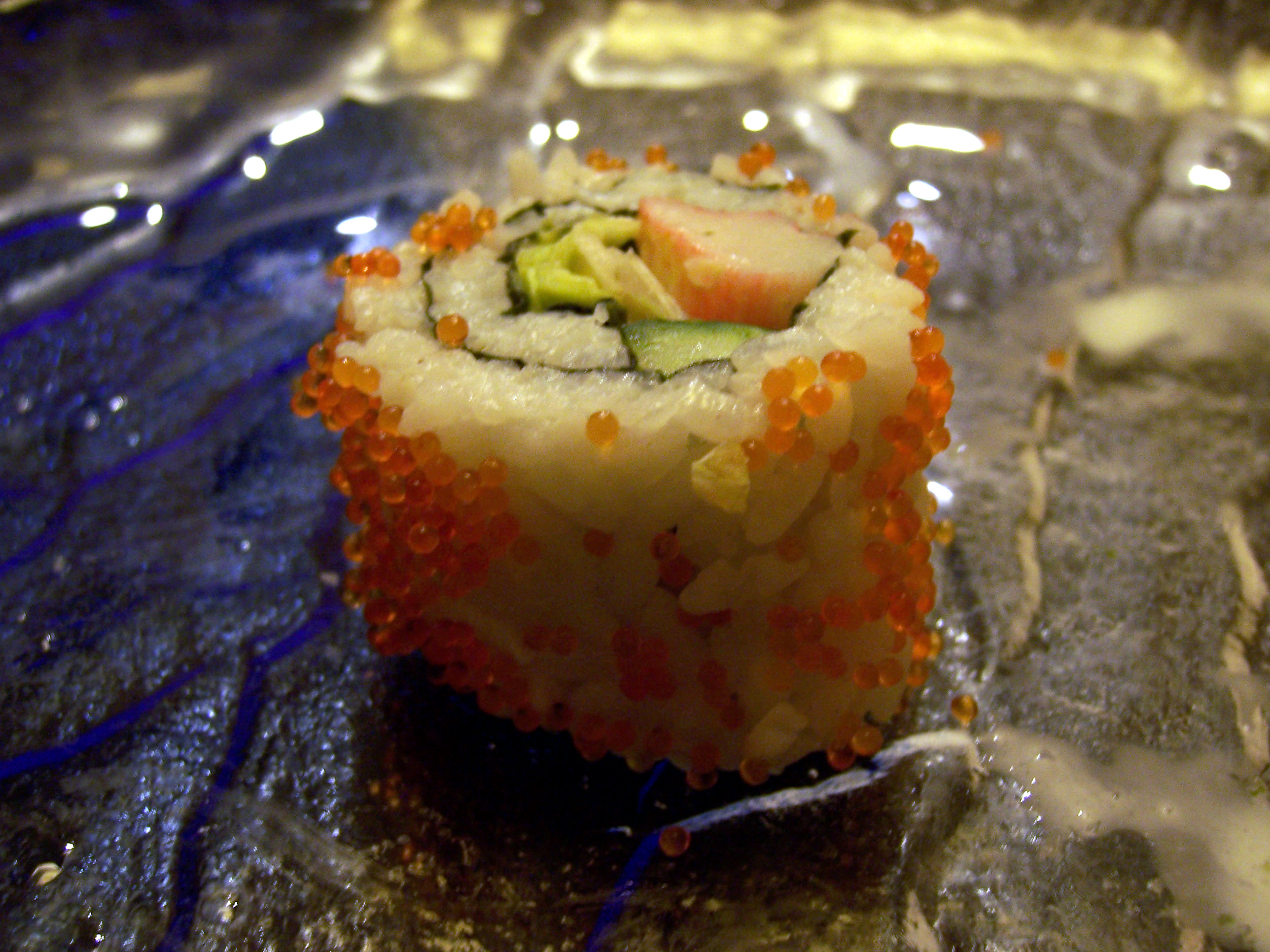
California roll avec du tobiko.

### Place dans l'alimentation
La place du sushi dans l'alimentation japonaise est rarement respectée. Il existe en France une habitude très peu japonaise consistant à déguster des menus associant sushis et yakitori. Faciles à préparer même sans produits nippons, ils sont une invention franco-chinoise apparue dans les années 1970, pour répondre aux besoins des touristes japonais alors peu habitués à la cuisine française trop lourde pour eux.

### Variantes occidentales
Outre le california roll américain, il existe de nombreuses variations des sushis en France. On trouve des sushis sous forme de maki où le nori est remplacé par une galette de riz, du concombre, ou encore recouverts d'oignons grillés, avec des fruits comme neta ; tous ces types de sushis ont très peu de rapport avec les sushis japonais. Le gimbap est un plat coréen proche du makizushi qui trouve ses racines dans les sushis japonais.

### Substitution des ingrédients
L'internationalisation de la consommation de sushis a aussi donné lieu à la substitution de divers ingrédients que l'on peut difficilement se procurer hors du Japon. L'anguille du Japon (unagi) est par exemple souvent remplacée par une autre sorte d'anguille. Pour respecter les goûts américains, le riz utilisé pour le sushi aux États-Unis est une variété hybride du Japonica typiquement californienne. Le raifort est souvent utilisé partout dans le monde à la place du véritable wasabi, ou dans un mélange de raifort et de wasabi imitant la pâte de wasabi. D'autres aliments sont substitués : le tilapia est utilisé en lieu et place de poisson de la famille des Sparidae utilisé classiquement pour les nigirizushi.

## Culture

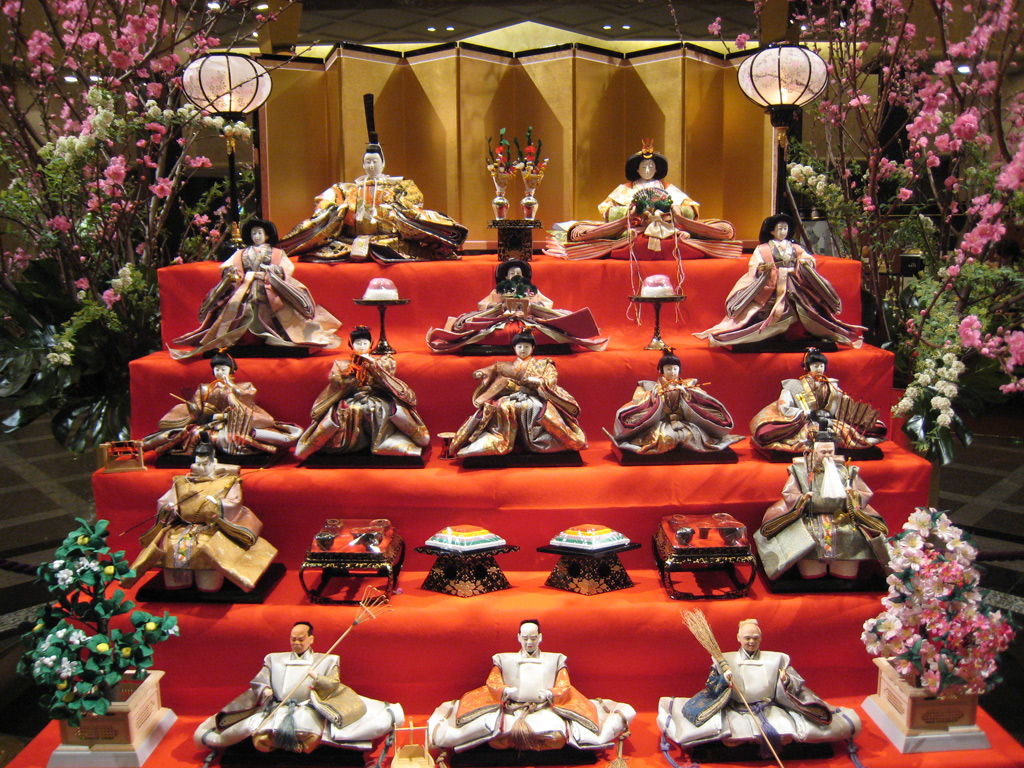
Étagère de poupées pour Hina matsuri.

### Fêtes traditionnelles japonaises
Il est traditionnel de servir du chirashizushi lors de Hina matsuri (雛祭り, littéralement « fête des poupées ») une fête qui a lieu au Japon le 3 mars, jour consacré aux petites filles. Il existe aussi les ehōmaki (恵方巻), de longs maki qui doivent être mangés en un seul morceau lors de Setsubun, une fête de début d'année.
Depuis 2009, le Sushi Day est célébré chaque année le 18 juin, mettant en lumière cette tradition culinaire japonaise à travers le monde.

### Récompenses
Les restaurants de sushis occupent une bonne place dans la liste des restaurants étoilés par le Guide Michelin ; cinq restaurants japonais de sushis ont trois étoiles.

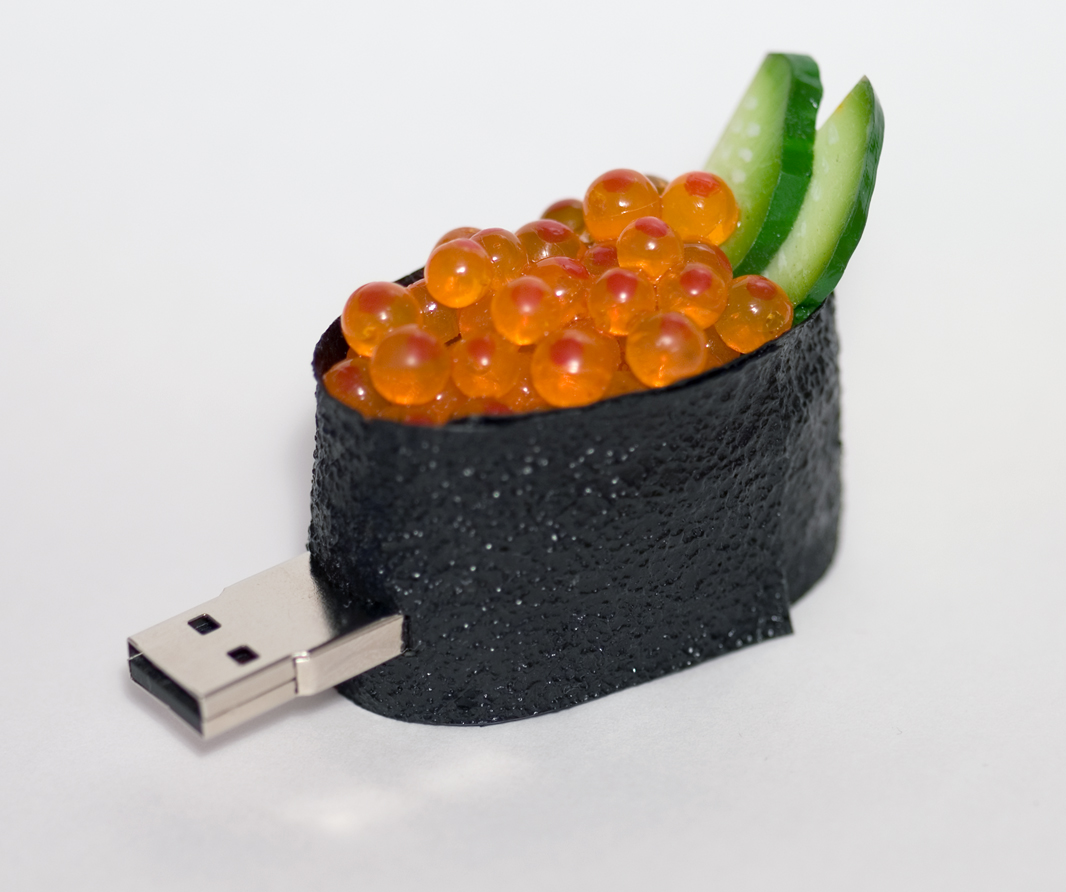
Clé USB en forme de sushi aux œufs de saumon.

### Manga culinaires
Les « mangas culinaires » sont des mangas ayant pour cadre le milieu gastronomique ; certains, comme J'aime les sushis par exemple, ont lieu dans l'univers du sushi.

### Films et reportages
Le film Jiro Dreams of Sushi (en) est un documentaire sur Jirō Ono, un des meilleurs maîtres sushi au monde, tenant un petit restaurant de sushis dans une station de métro de Tokyo ayant reçu trois étoiles au Guide Michelin. Le film français Sushi sushi a pour cadre le milieu du sushi en France.